# 41 Comic Barcelona
El 41 Comic Barcelona (també conegut com el 41è Saló Internacional del Còmic de Barcelona) fou la 41a edició del Saló Internacional del Còmic de Barcelona. Tingué lloc del 31 de març al 2 d'abril de 2023 als palaus 2, 5 i la Plaça de l'Univers de la Fira de Barcelona-Montjuïc.
L'edició va destacar per la recuperació de la presència d'invitats internacionals al festival, després de dues edicions anul·lades degut a la pandèmia de Covid-19 (2020 i 2021) i una edició de 2022 celebrada encara amb moltes restriccions. Es van passar pel certamen autors com Rick Remender, Anne Simon, Rosemary Valero-O'Connell, Sammy Harkham, Barbara Stok, Igort, James Tynion IV, Léa Murawiec o Zerocalcare.
Entre les exposicions va destacar "Zipi i Zape compleixen 75 anys!", dedicada al 75è aniversari del naixement de les incones del còmic creades per Josep Escobar. Una altra gran exposició fou la dedicada a Daniel Torres, guanyador del Gran Premi del 40 Comic Barcelona. La mostra va recórrer la llarga trajectòria de Torres, amb originals que anaven des dels seus primers treballs en fanzines fins a la seva última obra publicada, Algunos maestros y toda la verdad (Norma Editorial, 2023). També fou molt freqüentada l'exposició "Punts de cordura: el rol, els còmics i el cinema d'Álex de la Iglesia", la qual va mostrar la faceta gràfica del cineasta Álex de la Iglesia. Una altra exposició fou la dedicada a l'obra de David López.
La presència femenina fou també un dels grans protagonistes del festival, amb l'exposició "magues de l'humor", dedicada a una trentena d'autores gràfiques amb obra de gènere homorístic publicada a Espanya. La selecció de la mostra va comprendre tant a pioneres com Isabel Bas o Núria Pompeia fins a joves artistes com Ana Oncina o Rosa Codina. Addicionalment, Genie Espinosa, autora revelació del 40 Comic Barcelona, va comptar amb una exposició pròpia, i el Gran Premi fout atorgat a Trini Tinturé.
En homenatge al recent desaparegut Carlos Pacheco, hi va haver una mostra col·lectiva de caràcter benèfic formada per dibuixos d'artistes pròxims a Pacheco. Les obres foren subastades durant el festival i a l'acabar Ficomic va anuniar que s'havien recol·lectat més de 2.000 EUR, que foren destinats a una associació per combatre l'ELA (Esclerosi Lateral Amiotròfica).
Una de les novetats de l'edició fou l'estrena de l'espai "Còmic Stage", una tribuna que va acollir pòdcasts, programes de ràdio en directe com ara "Territorio 9" de la cadena RNE, xerrades, concerts, concursos i desfilades de cosplay.
El Saló va tancar les portes amb 110.000 visitants, una xifra lleugerament inferior a l'assistència registrada abans de la pandèmia de Covid-19 (112.000 el 2019) i clarament per sota dels rècords d'assistènica registrats entre el 2016 i el 2018, amb un rècord de 118.000 visitants. No obstant, Ficomic va destacar l'increment de públic en les activitats de la programació cultural, amb actes que no van poder absorbir a més públic, com la trovada amb el cineasta Álex de la Iglesia.
Com un dels fets més destacables de l'edició, la directora Meritxell Puig va destacar la recuperació del públic jove i familiar, amb un gran èxit de la zona "Comic Kids" i de l'agenda d'activitats i tallers adreçades al públic més jove, escoles i instituts.

## Exposicions
- Daniel Torres: l'arquitectura de les vinyetes. Exposició dedicada a l'obra de l'autor Daniel Torres, Gran Premi del 40 Comic Barcelona. L'exposició abordà les obres més rellevants i importants de la llarga trajectòria artística de Torres, amb l'objectiu de d'oferir una mostra la més àmplia i representativa possible de l'autor. L'exposició va estar dividida en deu apartats i va contenir originals de vinyetes amb personatges de Torres com Claudio Cueco, Opium, Roco Vargas o Tom. Un dels espais va estar dedicat a obres com Sabotaje, El octavo día, El ángel de Notre-Dame, Burbujas, La casa, Picasso en la guerra civil o El futuro que no fue. Un dels apartats de l'exposició estava íntegrament dedicat a la seva darrera obra, Toda la verdad sobre lo ocurrido (Norma Editorial, 2023).
- Zipi i Zape compleixen 75 anys!. Exposició dedicada als personatges Zipi i Zape de Josep Escobar, que va aparèixer per primera vegada a les pàgines de la Pulgarcito el 1948 i que per tant complien el seu 75è aniversari. La mostra va estar composta per un total de 50 originals. L'exposició fou coproduïda per Bruguera, amb motiu de la publicació del llibre commemoratiu Zipi y Zape. Los gemelos más famosos del tebeo (Bruguera, 2023), escrit per l'expert Antoni Guiral i Ficomic amb la col·laboració dels hereus de Josep Escobar, els quals van cedir els originals.
- Punts de cordura: el rol, els còmics i el cinema d'Álex de la Iglesia. Exposició dedicada a la faceta gràfica del cineasta Álex de la Iglesia, que va assistir també al festival. La mostra va reunir a dibuixos originals, quaderns de treball i il·lustracions de l'autor que s'havien publicat en fanzines, havien sigut dissenyades per partides de rol, a més de mostrar storyboards i esbossos espontanis d'Álex de la Iglesia. Fou comissariada per Cels Piñol.
- Magues de l'humor. Exposició que va reunir l'obra d'una trentena d'autores gràfiques relacionades amb el còmic d'humor que han publicat la seva obra a Espanya. Les autores amb presència a l'exposició foren Ángeles Sabatés, Isabel Bas, Núria Pompeia, Mariel Soria, Flavita Banana, Ana Oncina, Agustina Guerrero, Moderna de Pueblo, Raquel Gu, Clara Soriano, Ana Belén Rivero, Monstruo Espagueti, Laura i Carmen Pacheco, Camille Vannier, Pedrita Parker, Sara Jotabé, Irene Márquez, Lola Vendetta, Laura Santolaya, Quan Zhou, Las Rayadas, Rosa Codina, Roberta Vázquez, Maribel Carod, Lyona, La Prados, Soy Cardo, Rocío Quillahuaman, Mercrominah, Precariada, Gretta con ganas, Elisa Riera i Carola Caradebola.
- David López, el dibuixant d20 cares. Exposició amb dibuixos i il·lustracions de David López, autor que ha publicat els seus trevalls a Marvel i DC Comics.
- Gràcies, Carlos. Exposició benèfica en homenatge al dibuixant Carlos Pacheco. La recaptació de ls subhasta fou donada per Ficomic a una associació per combatre la malaltia esclerosi lateral amiotròfica. Alguns dels autors participants a la subhasta foren Bill Sienkiewicz, Fernando Dagnino, Luis Bustos, Álvaro Martínez Bueno, Àlex Santaló, Aneke, David Lafuente, Fran Galán, Gabriel Hernández Walta, Jorge Jiménez, Emma Rios, Isaac Sánchez, Jorge Fornés, Daniel Acuña o Pepe Larraz.
- WOW!, fragments imaginaris de Genie Espinosa. Exposició dedicada a l'obra de Genie Espinosa, premi Miguel Gallardo a l'autor revelació del 40 Comic Barcelona.

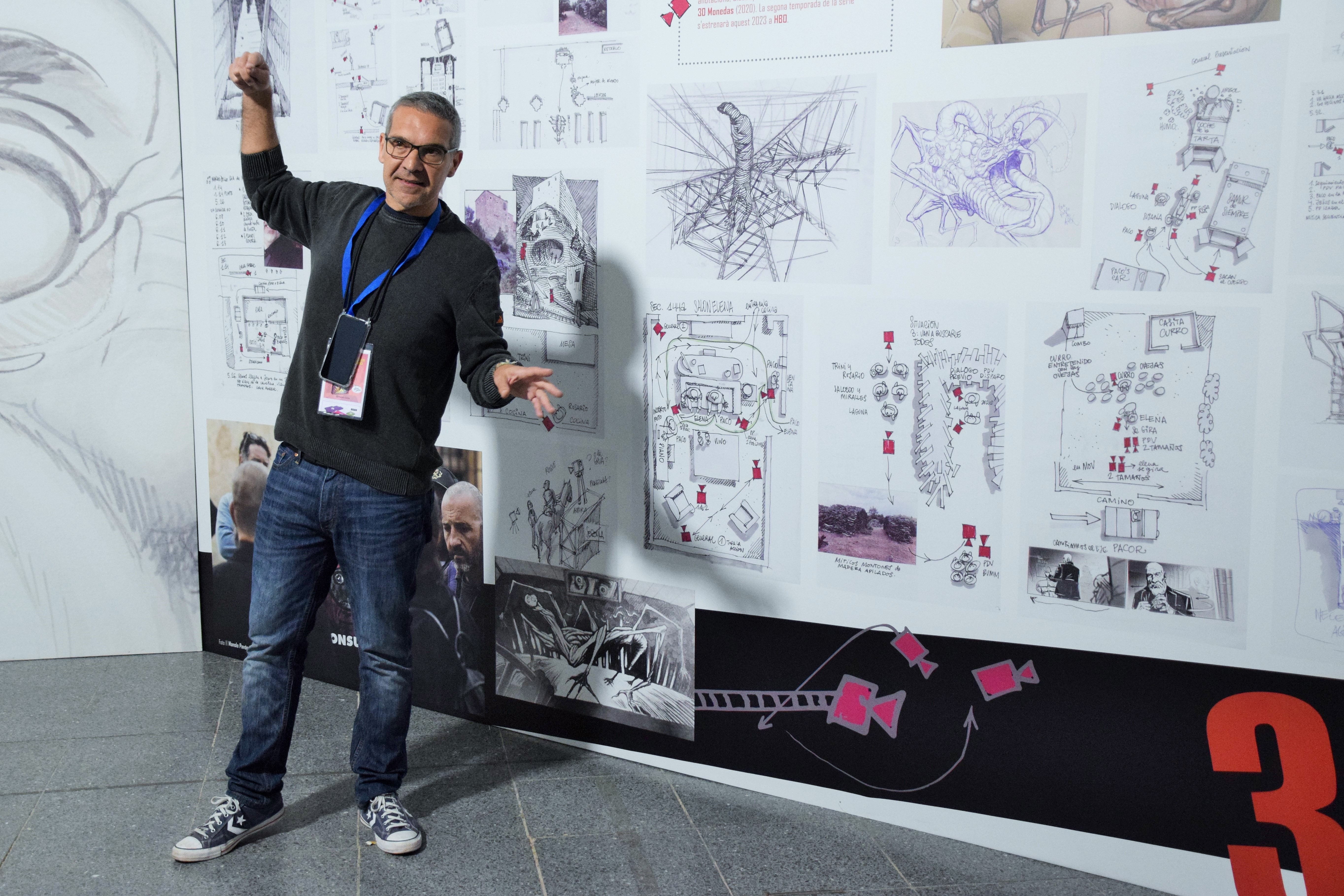
Cels Piñol presentant la mostra dedicada a Álex de la Iglesia.
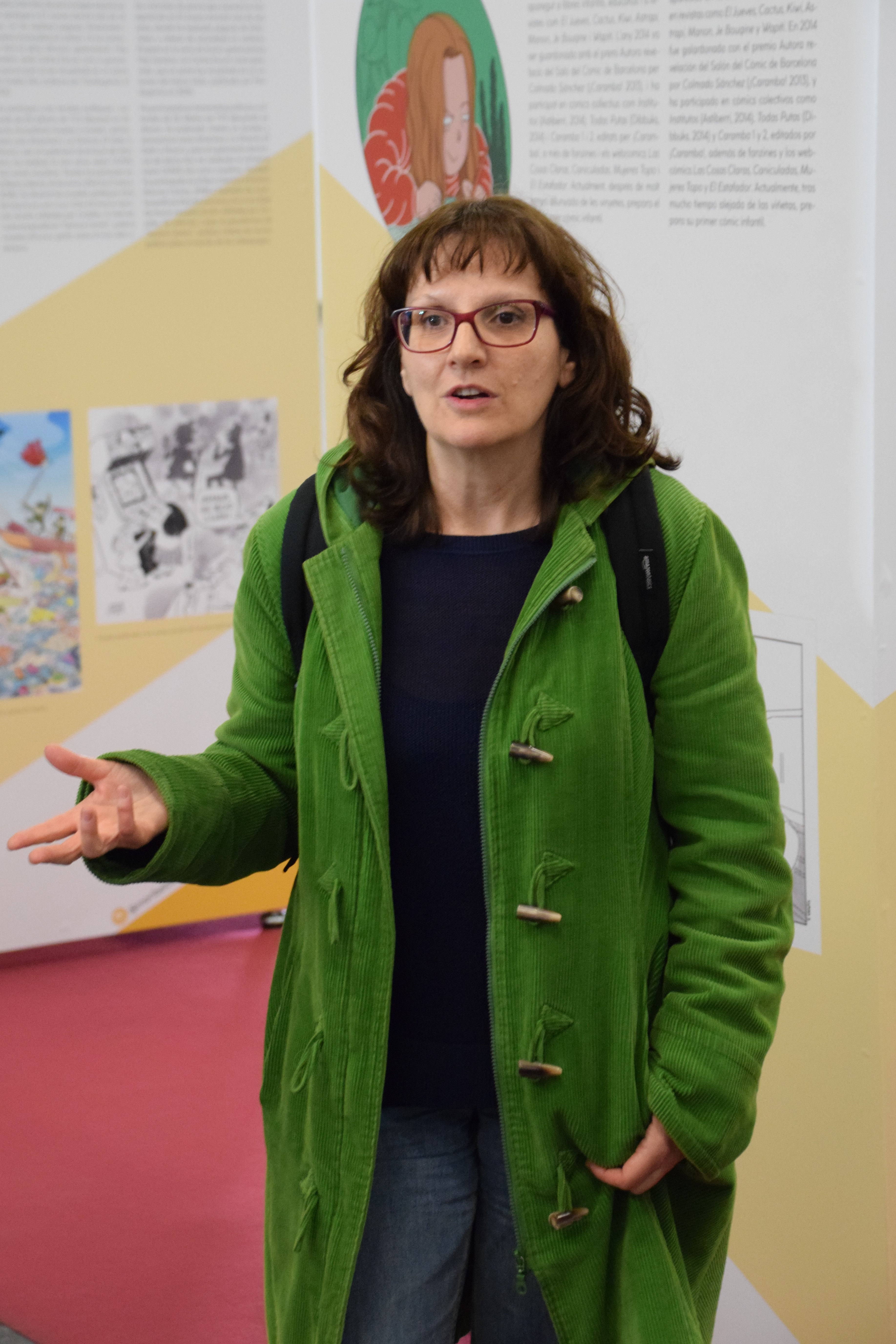
Roser Messa, comissària de la mostra "Magues de l'humor".
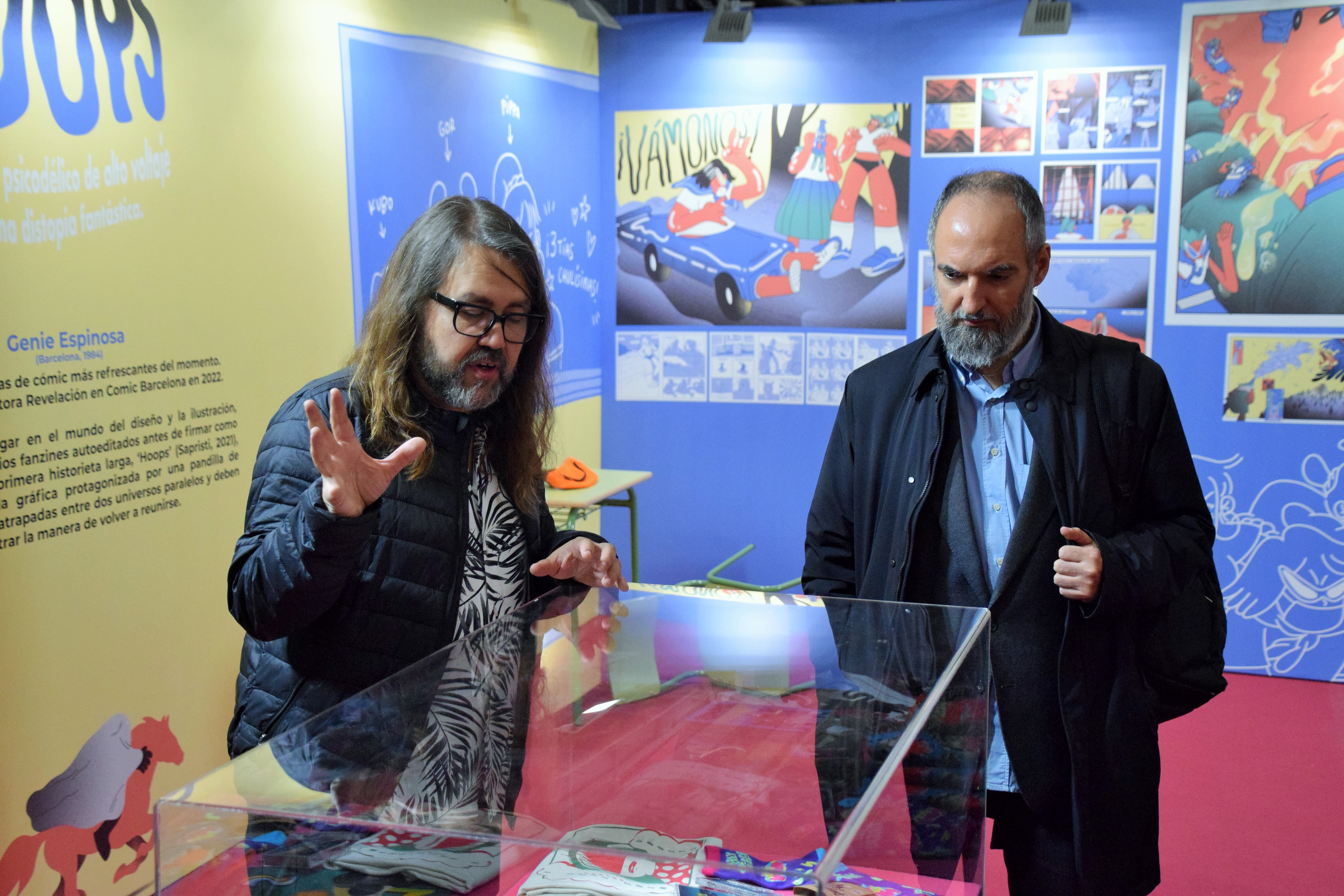
WOW! de Genie Espinosa, presentat per Borja Crespo.
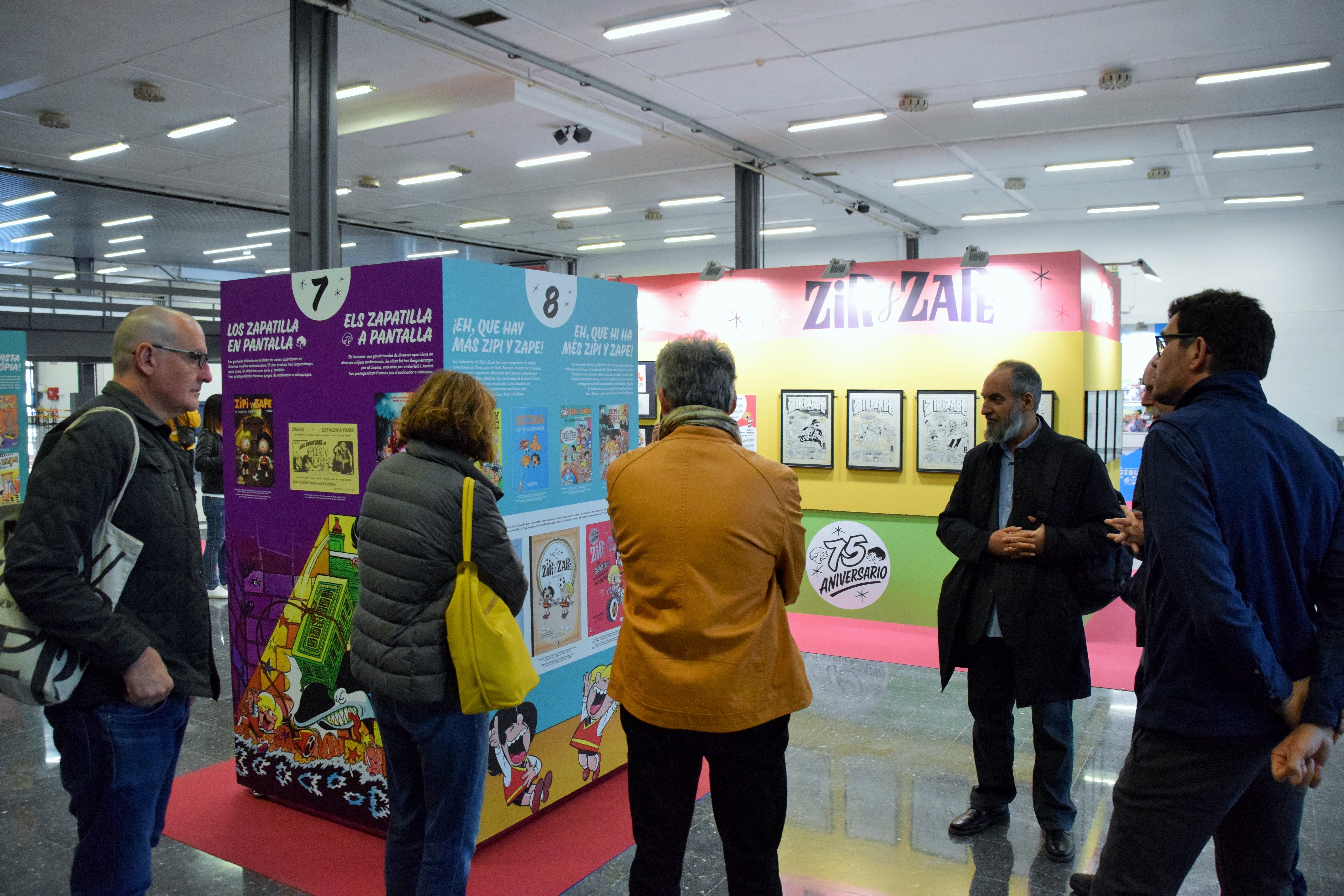
Vista de l'exposició "Zipi i Zape compleixen 75 anys!".
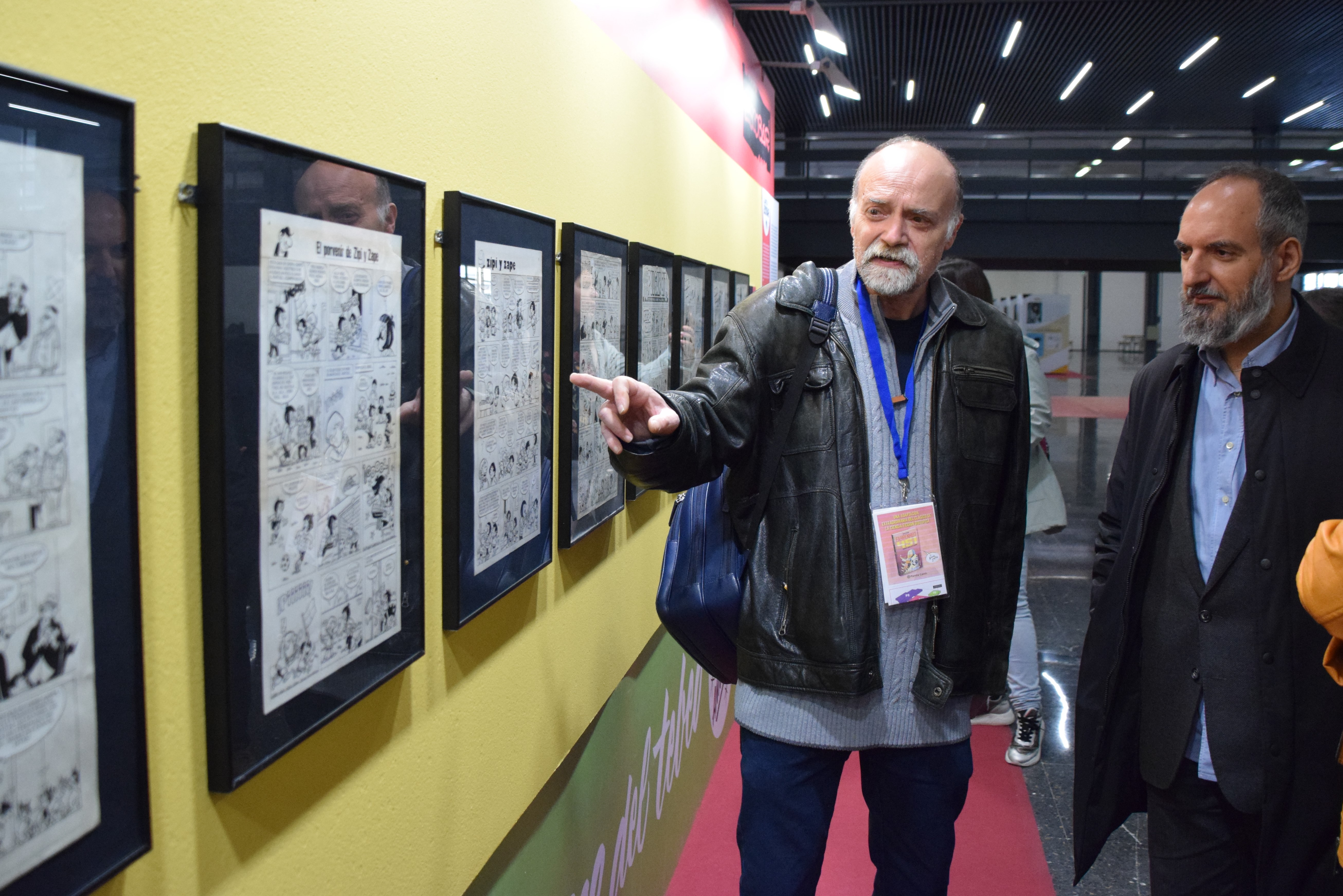
Toni Guiral i Jordi Ojeda comentant "Zipizapes".
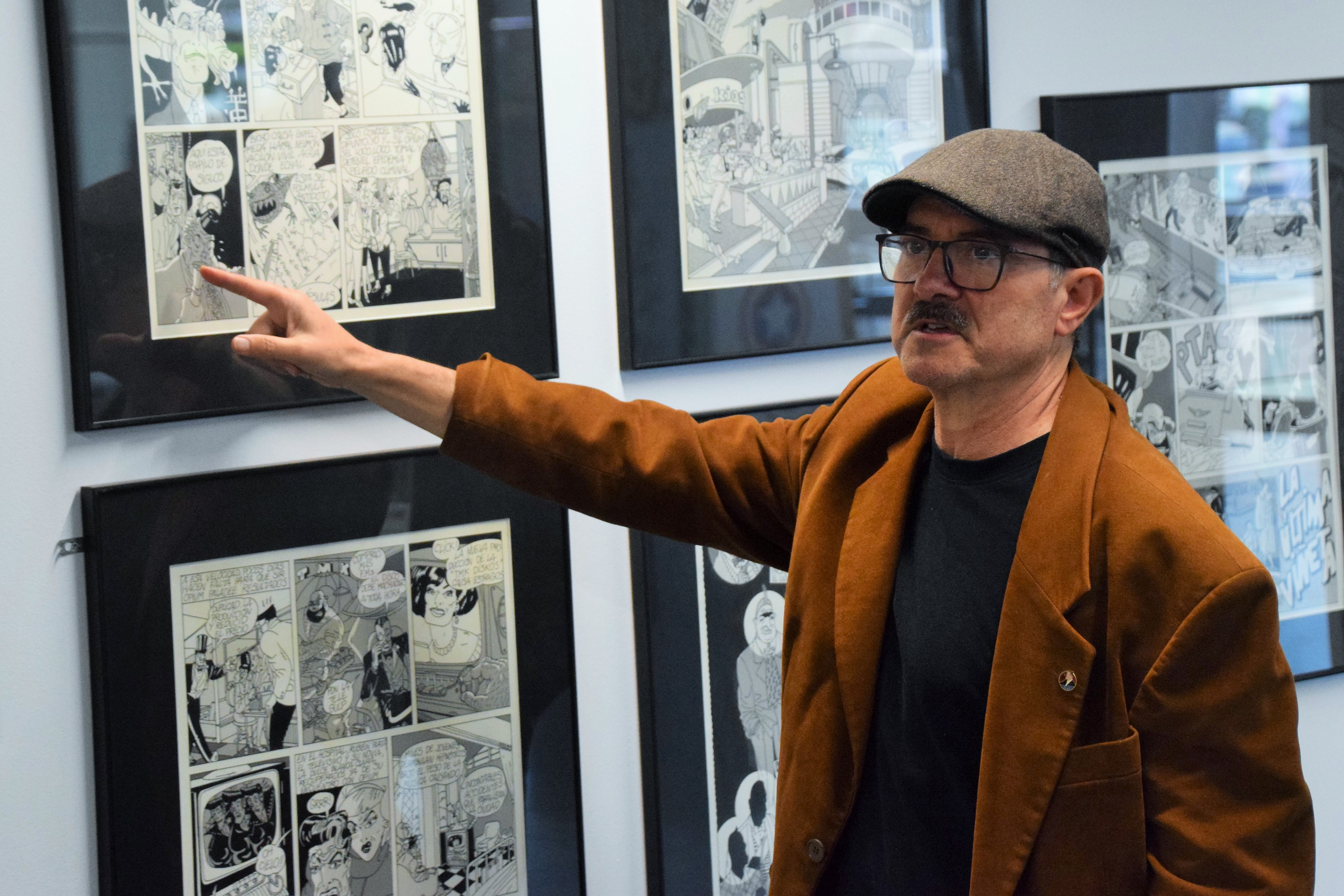
Daniel Torres, presentant la seva obra.
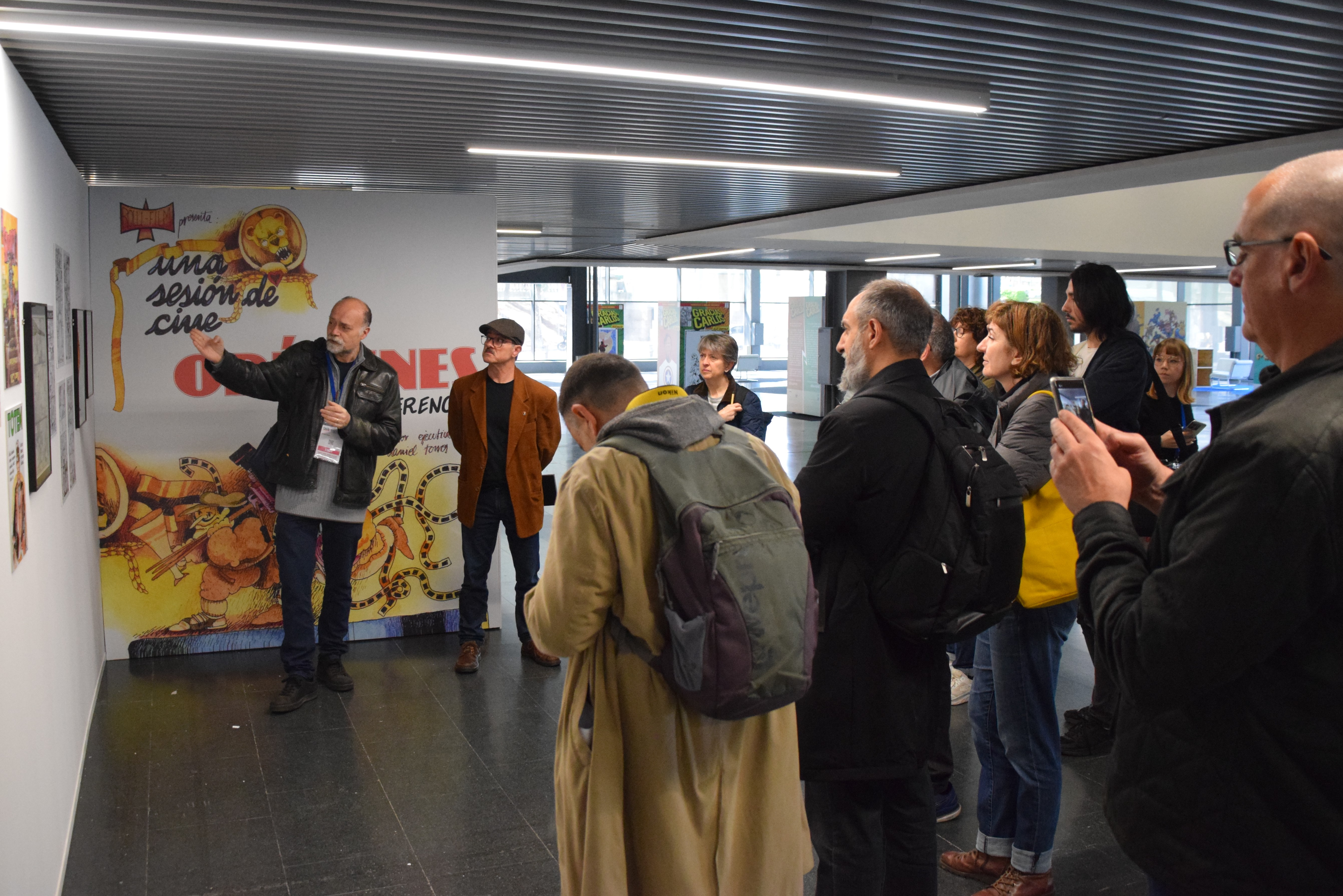
Guiral i Torres a "L'arquitectura de les vinyetes".

## Jurat
El jurat va estar compost pels 5 membres següents: 
- Ana Miralles, dibuixant de còmics i Gran Premi del 27è Saló del Còmic de Barcelona (2009).
- David Muñoz, cineasta espanyol.
- Desirée de Fez, crítica, periodista i programadora.
- Ivan Pintor Iranzo, Doctor en Comunicació Audiovisual i professor en el Departament de Comunicació de la Universitat Pompeu Fabra.
- Teresa Valero, dibuixant i guionista de còmics.

## Palmarès

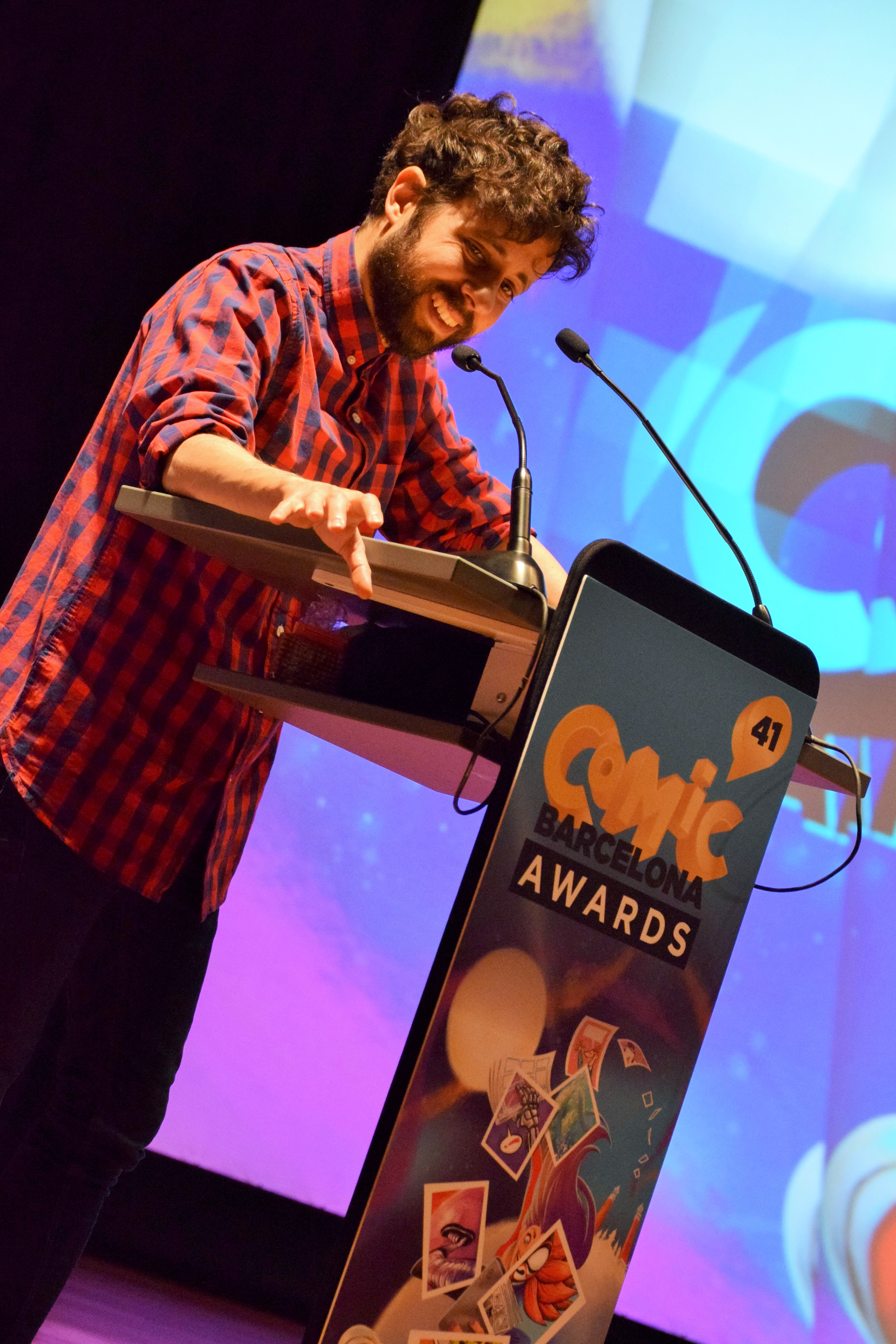
L'humorista Kike G. de la Riva, presentador de la cerimònia dels premis.

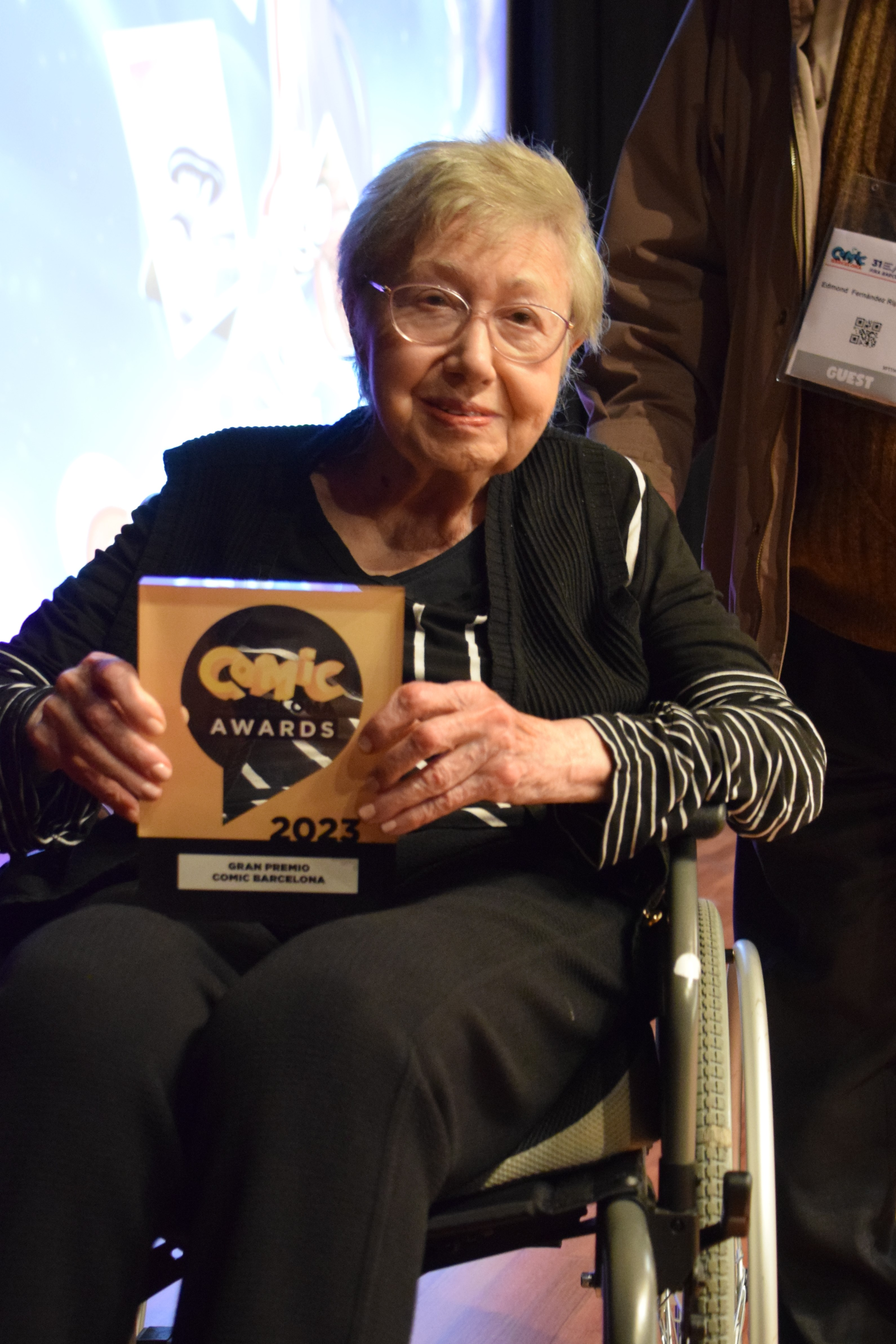
Trini Tinturé, guanyadora del Gran Premi del Saló.

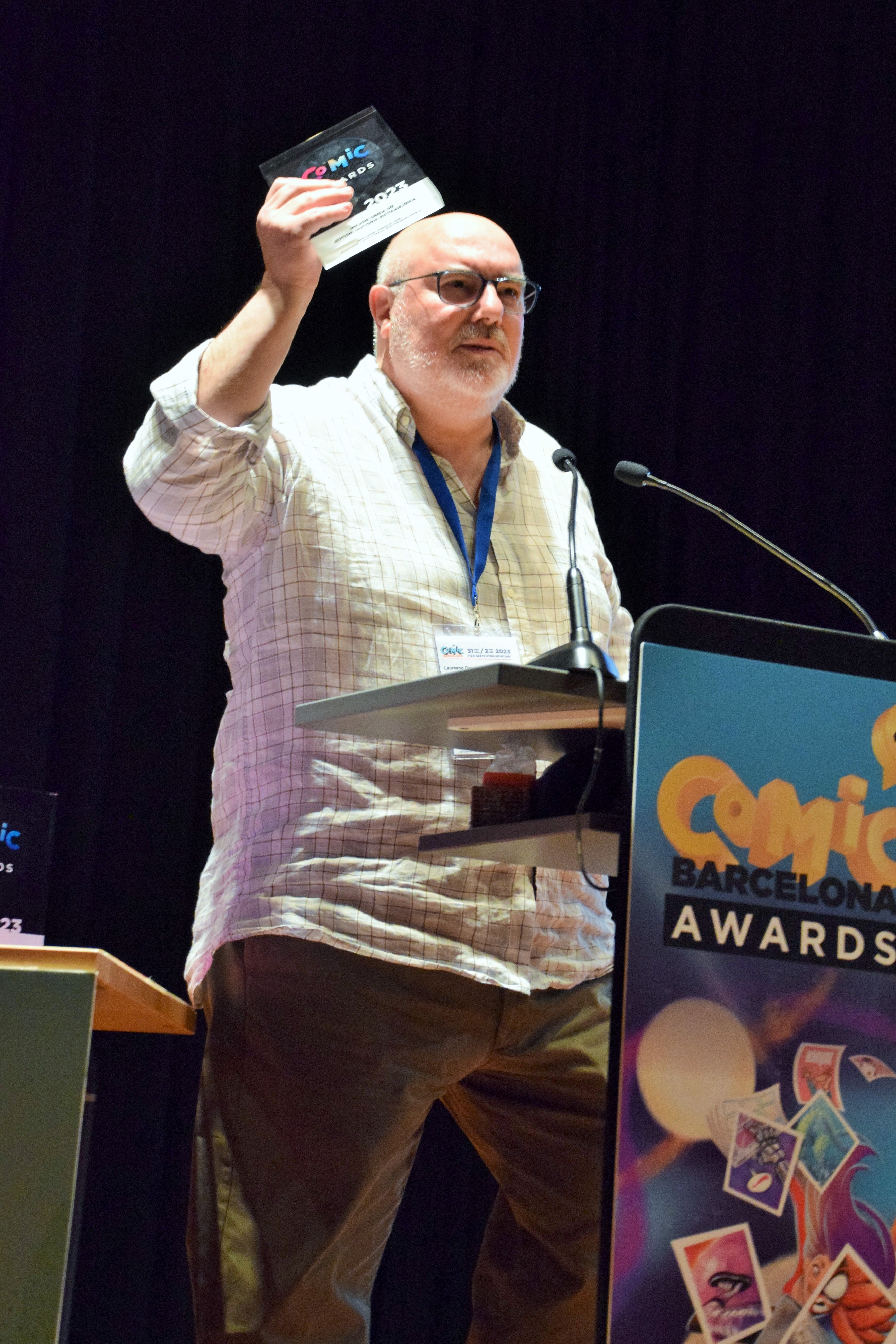
Laureano Domínguez, amb el Premi a la Millor obra estrangera.

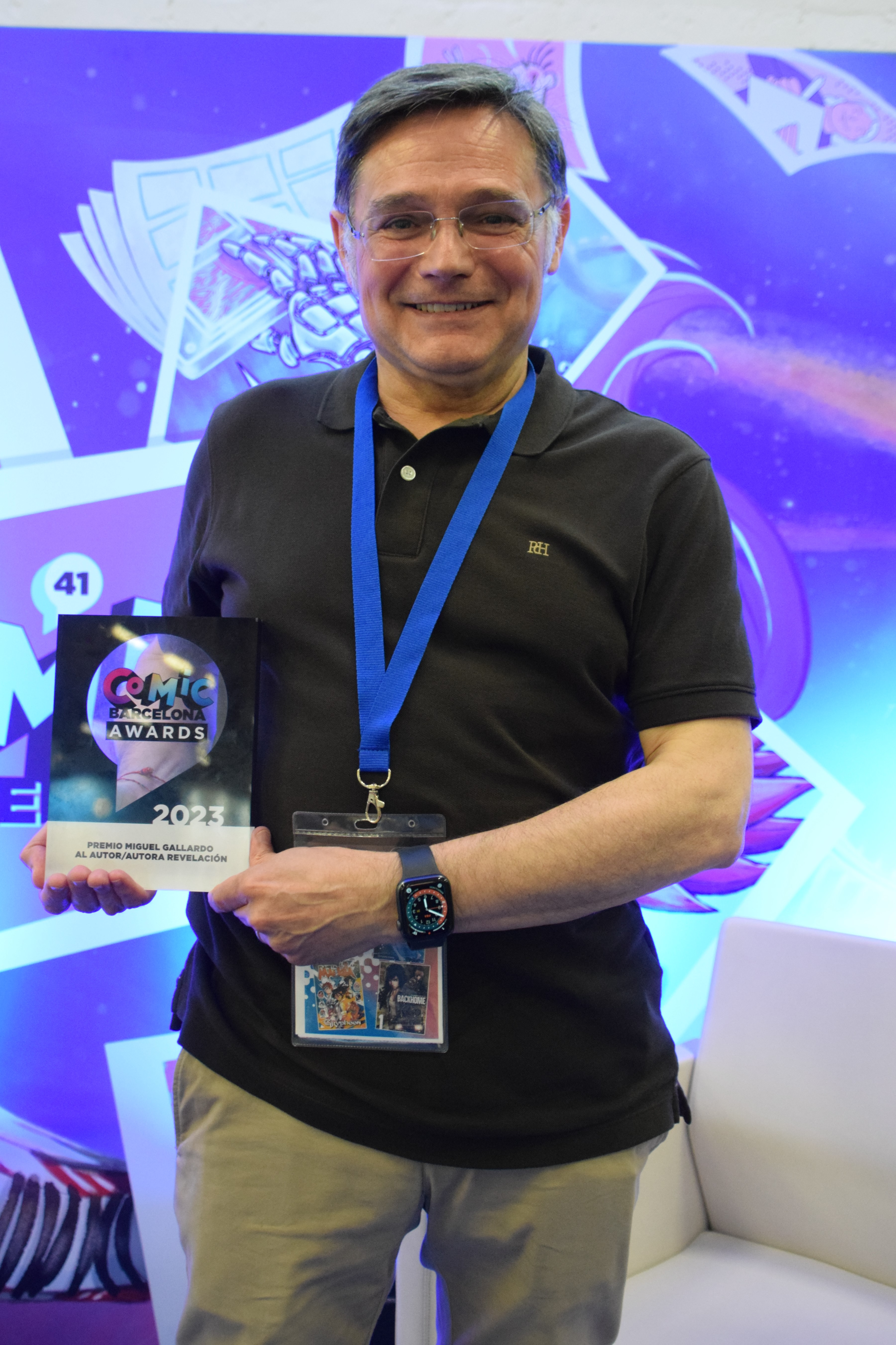
Manuel Romero amb el Premi a l'Autor revelació.

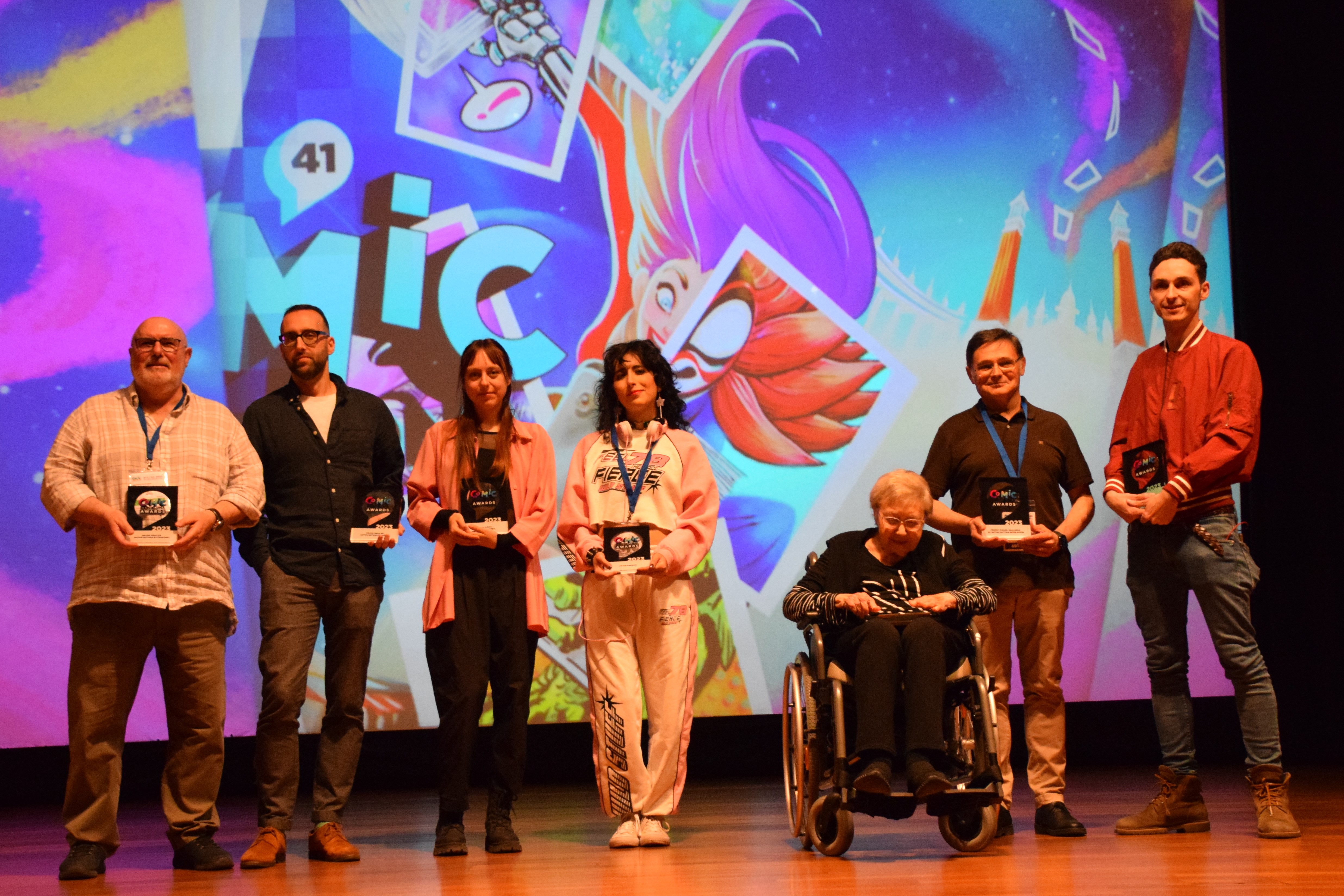
Foto de grup de tots els guanyadors de l'edició.

### Gran Premi del Saló
- Trini Tinturé.[4]

### Millor obra
| Títol             | Autor                        | Editorial  |
| ----------------- | ---------------------------- | ---------- |
| Chacales          | Nadia Hafid                  | Sapristi   |
| O lume / El fuego | David Rubín                  | Astiberri  |
| Goya. Saturnalia  | Manu Gutiérrez Manuel Romero | Cascaborra |
| Loba Boreal       | Núria Tamarit                | La Cúpula  |
| Transitorios      | Nadar                        | Astiberri  |

### Millor obra estrangera
| Títol                   | Títol original         | Autor                | Editorial                                                        | País          |
| ----------------------- | ---------------------- | -------------------- | ---------------------------------------------------------------- | ------------- |
| Dulce de leche          | Fiordilatte            | Miguel Vila          | La Cúpula                                                        | Itàlia        |
| Hierba                  | 풀                     | Keum Suk Gendry-Kim  | Reservoir Books                                                  | Corea del Sud |
| Escucha, hermosa Márcia | Escuta, formosa Márcia | Marcello Quintanilha | Astiberri                                                        | Brasil        |
| In                      | In                     | Will McPhail         | Norma                                                            | Estats Units  |
| Túnels                  | מנהרות                 | Rutu Modan           | Editorial Finestres (en català) Salamandra Graphic (en castellà) | Israel        |

### Autor revelació
Premi Miguel Gallardo a l'autor revelació.
| Autor               | Títol                      | Editorial            |
| ------------------- | -------------------------- | -------------------- |
| Carlos Moreno Rueda | El largo y tortuoso camino | Norma                |
| Julia Cejas         | Hanan & Genji              | Sallybooks           |
| Manuel Romero       | Goya Saturnalia            | Cascaborra Ediciones |
| Mariano Pardo       | Becky Riot                 | Astiberri            |
| Paula Cheshire      | El duelo                   | Fandogamia           |

### Millor fanzine
| Títol                            | Autor                         |
| -------------------------------- | ----------------------------- |
| Amorcito                         | d. a.                         |
| Arrojaré a los perros tu cadáver | Juan Alcudia i Manu Gutiérrez |
| La máquina de albóndigas         | d. a.                         |
| Neodimio fanzine                 | d. a.                         |
| One Shot JAM                     | d. a.                         |

### Millor còmic infantil i juvenil
| Títol                                    | Autor                              | Editorial   |
| ---------------------------------------- | ---------------------------------- | ----------- |
| Menjant amb por                          | Elisabeth Karin Pavón Rymer-Rythén | Astronave   |
| La petita gènia i la partida de Shatranj | Álvaro Ortiz                       | Astiberri   |
| Mandarina                                | MAmelia Navarro                    | Nuevo Nueve |
| Mikoo i el cinturó màgic                 | Rafa Barragán Sandra Díaz          | Astronave   |
| Perdidos en el futuro 1. La tempestad    | Damián Àlex Fuentes                | Astiberri   |

### Premi del Públic
- Persona normal (Editorial Fandogamia), de Manuel Álvarez.

## Programa cultural

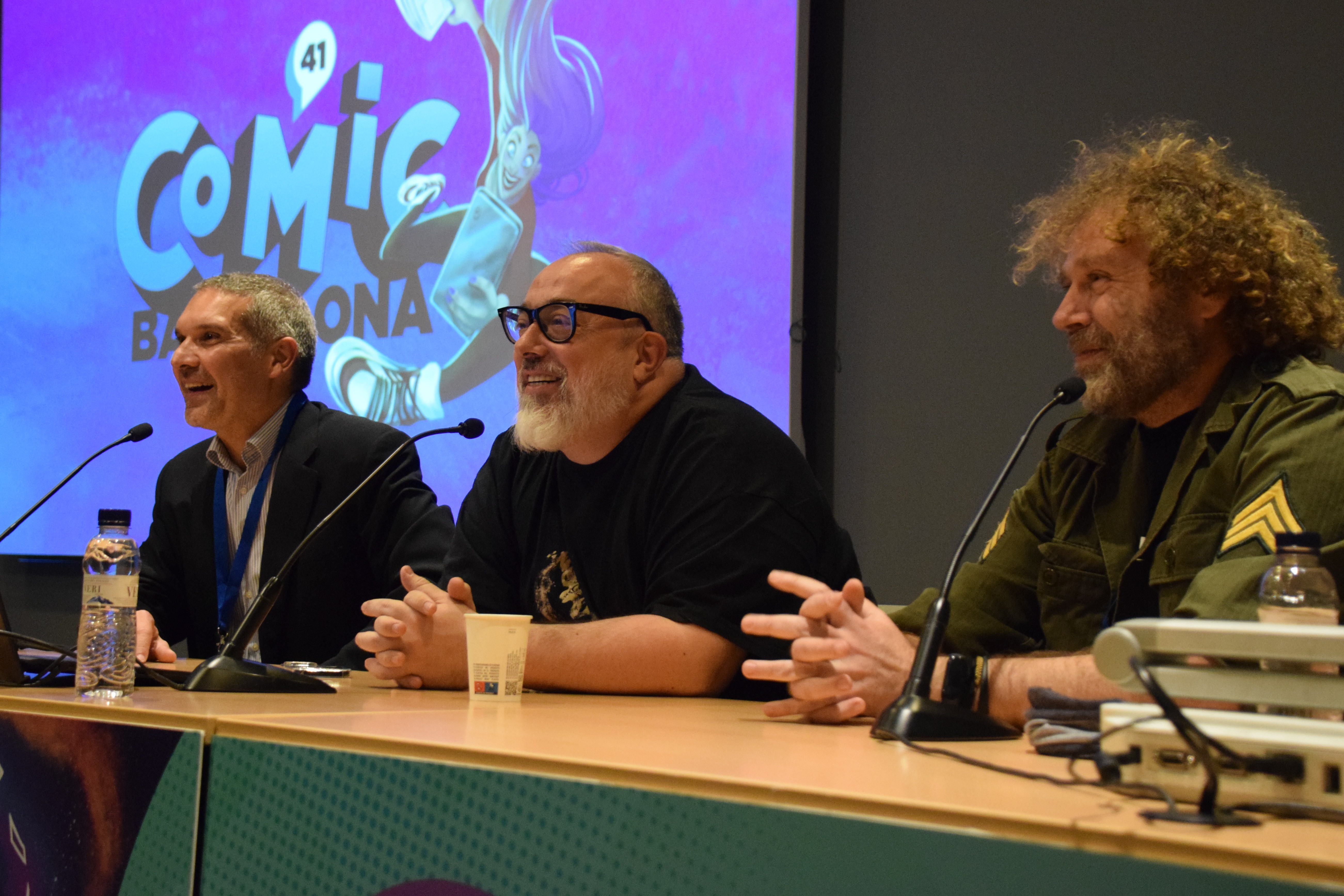
Cels Piñol, Alex de la Iglesia i Joan Tretze.

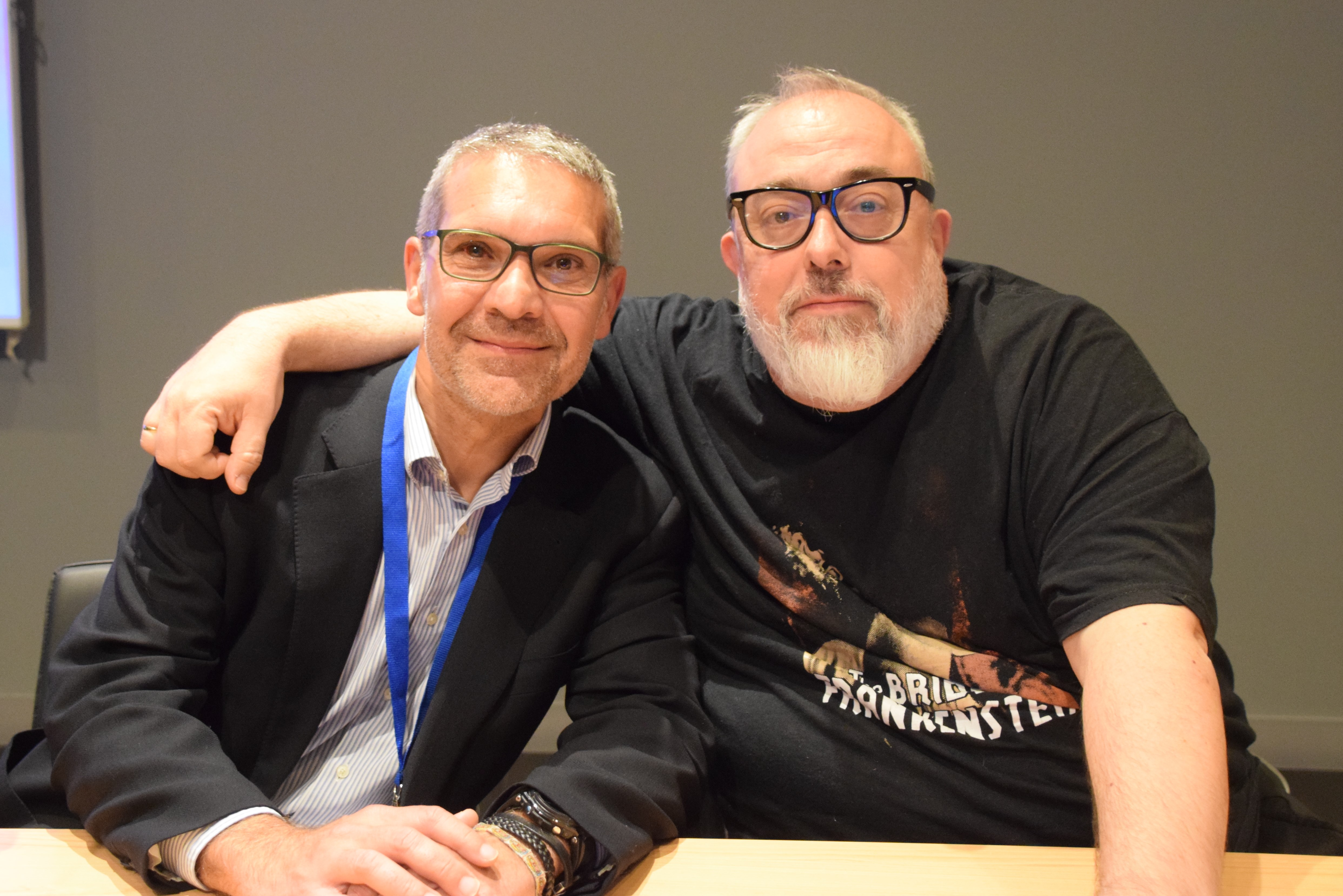
Cels Piñol amb Alex de la Iglesia.

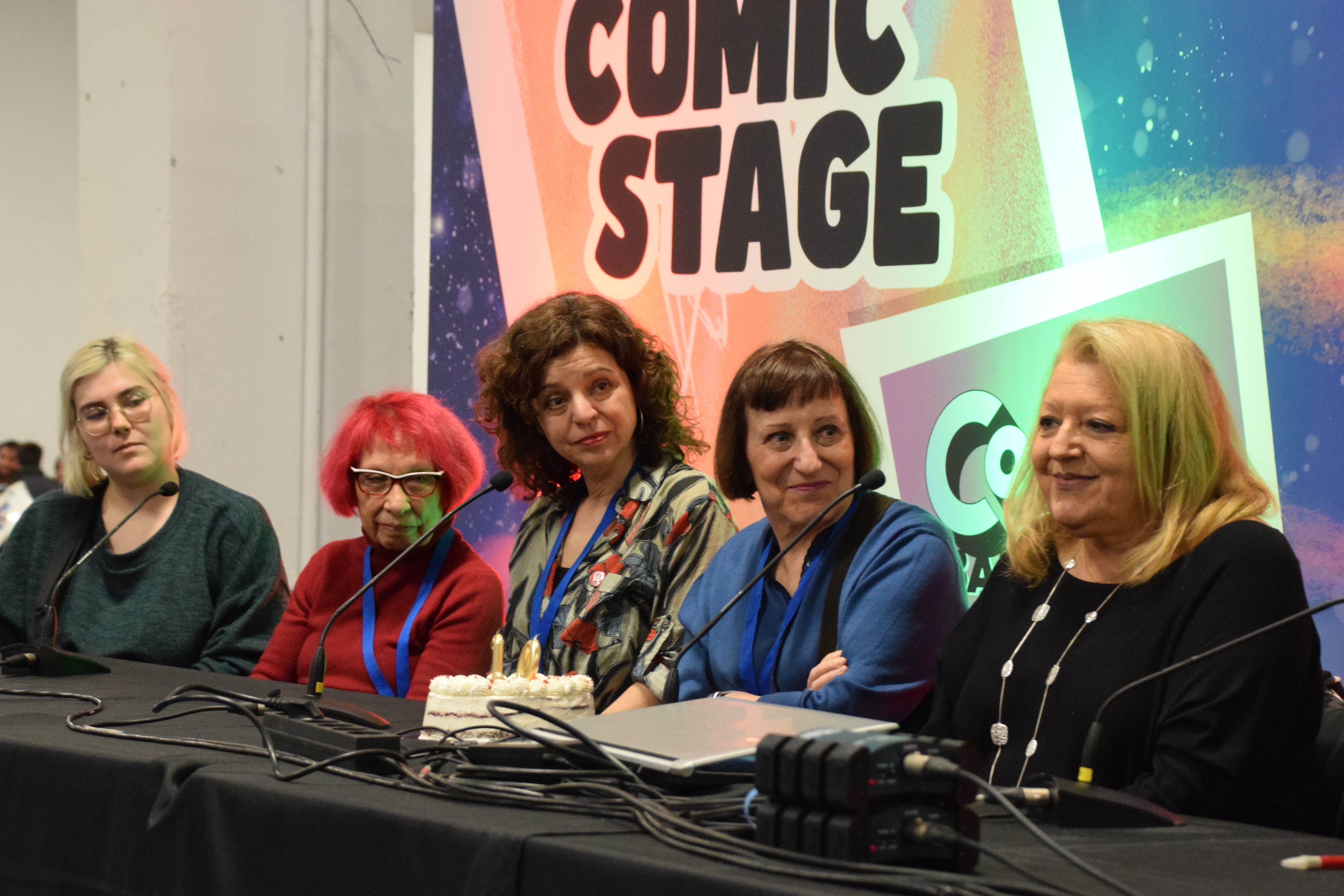
10è Aniversari del "Colectivo de Autoras de Cómic".

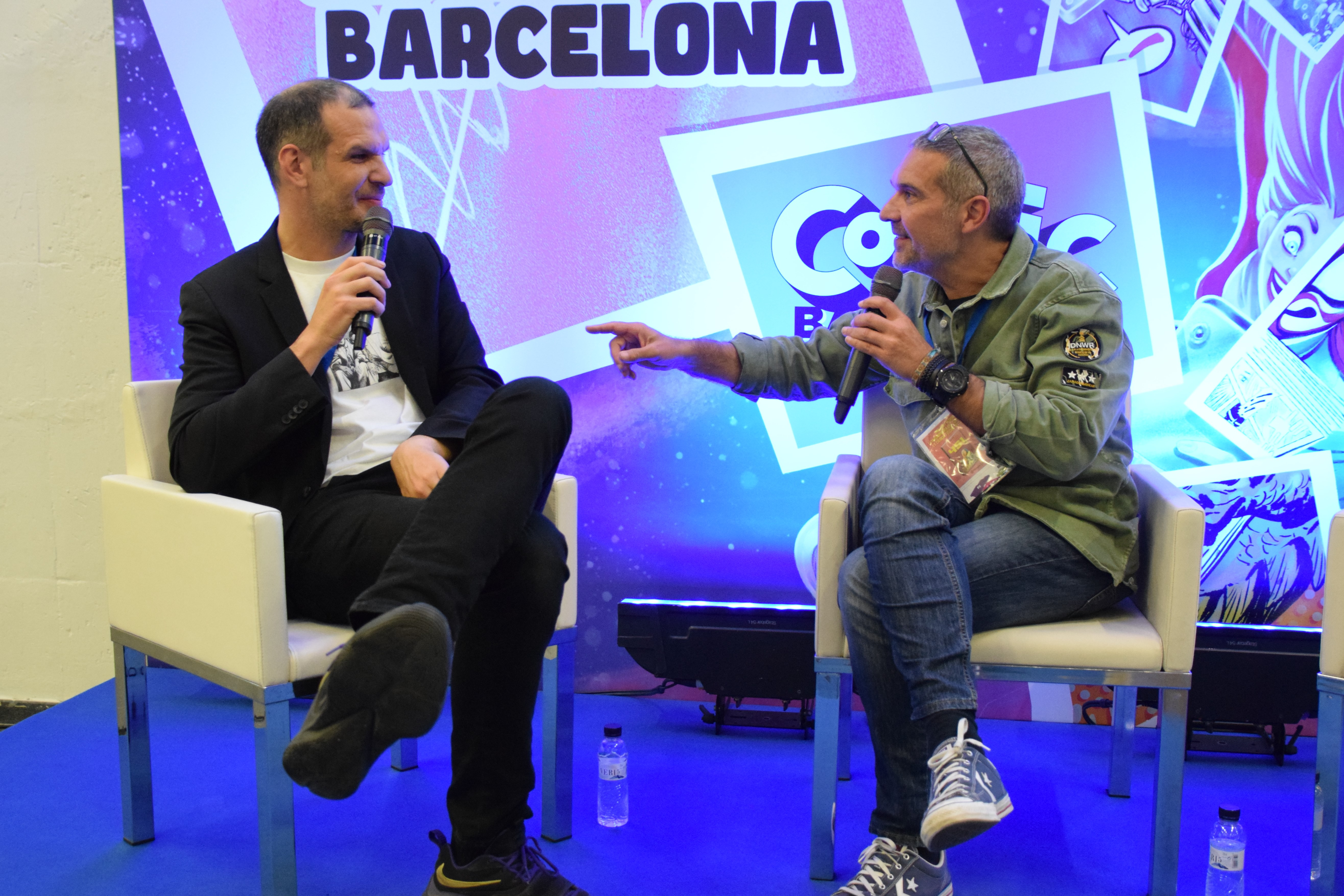
Cels Piñol i Oriol Estrada, parlant sobre Leiji Matsumoto.

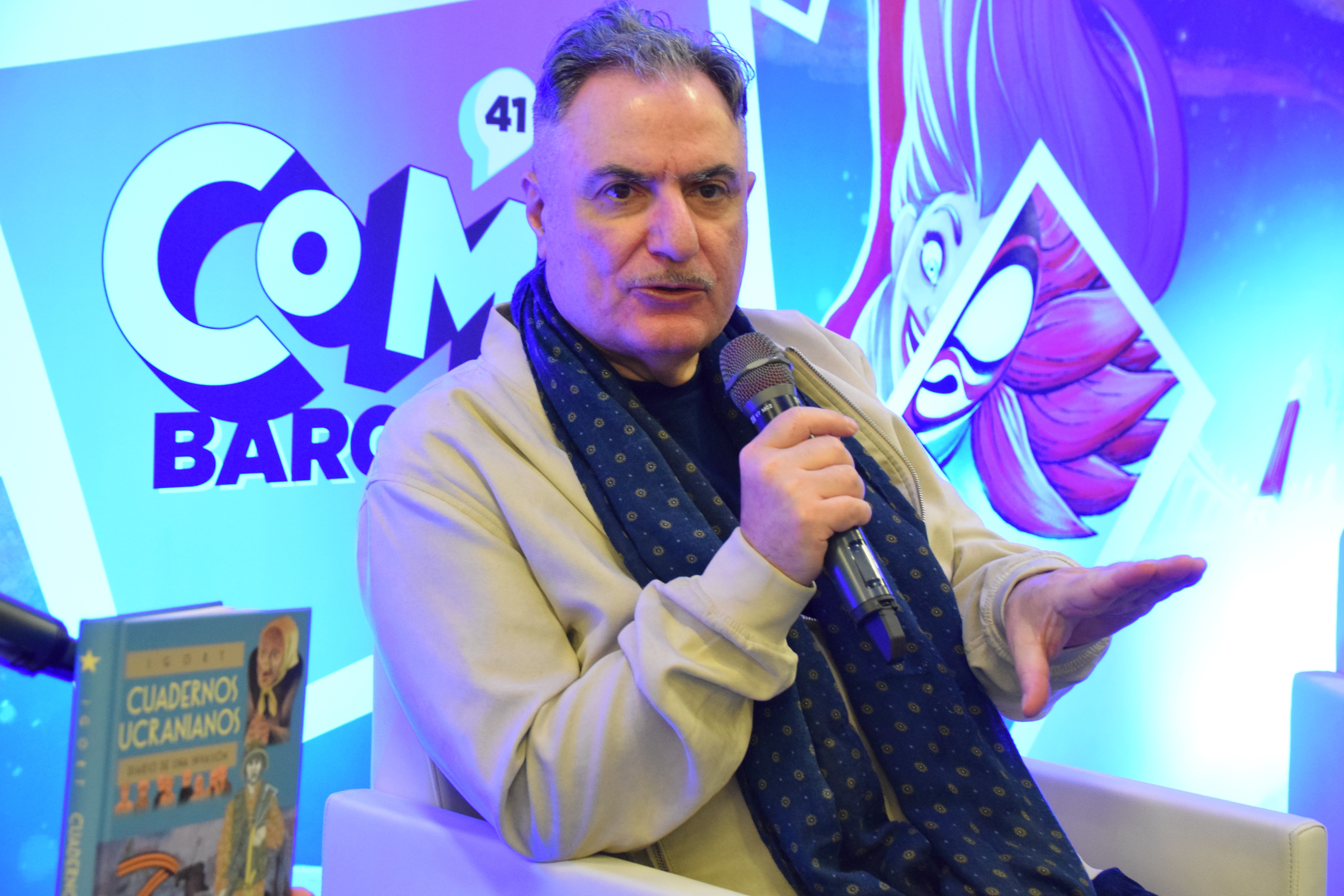
L'autor Igort a l'espai Forum.

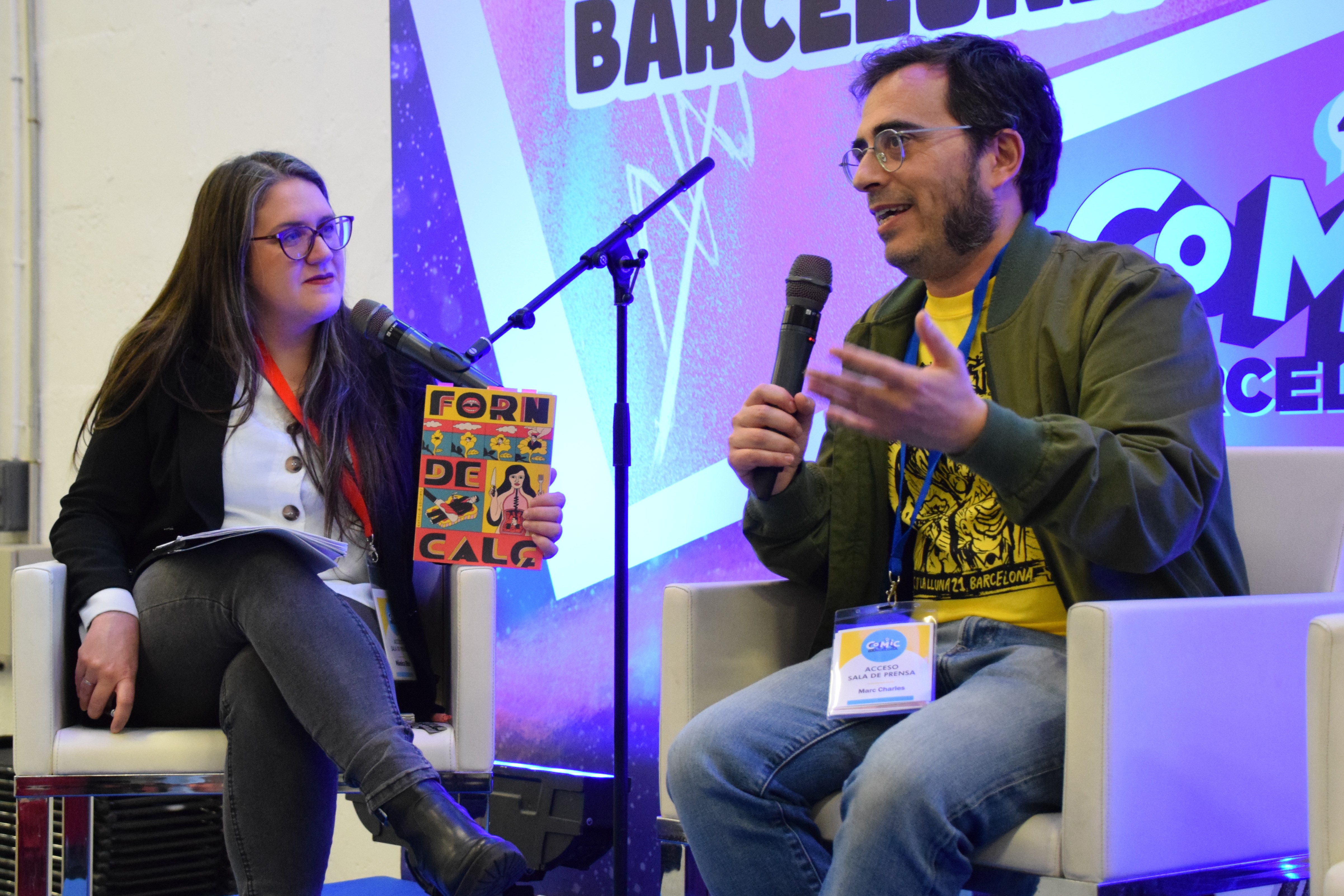
Mònica Rex amb Marc Charles.

### Auditori
| Data                 | Hora           | Acte                                                                                  |
| -------------------- | -------------- | ------------------------------------------------------------------------------------- |
| Divendres 31 de març | 12:30-13:30 h. | Cerimònia d'entrega de premis del 41 Comic Barcelona                                  |
| Divendres 31 de març | 16:00-18:00 h. | Projecció: Extraordinary Tales. Curts animats sobre Poe + Q&A amb Raúl García.        |
| Divendres 31 de març | 18:00-20:00 h. | Avançament de la 2a temporada de 30 monedas. Q&A amb Álex de la Iglesia + signatures. |
| Dissabte 1 d'abril   | 11:00-13:00 h. | Projecció: Érase una vez, de Josep Escobar i Alexandre Cirici i Pellicer. (VE)        |
| Dissabte 1 d'abril   | 13:00-14:45 h. | Cinema "Comic Kids". Especial Terry Pratchett: El prodigiós Maurice. (VC)             |
| Dissabte 1 d'abril   | 16:00-17:30 h. | Cinema "Comic Kids". Projecció: El petit Nicolas. (VOSE)                              |
| Dissabte 1 d'abril   | 17:30 h.       | Projecció Black is Beltza II: Ainhoa. Q&A amb Fermin Muguruza i Jone Unanua.          |
| Diumenge 2 d'abril   | 11:00-13:00 h. | Projecció: Vampiras d'Ivan Mulero, amb guió d'El Torres.                              |
| Diumenge 2 d'abril   | 13:00-14:00 h. | Projecció del capítol 1.000 del Detectiu Conan (VC)                                   |
| Diumenge 2 d'abril   | 15:00-16:45 h. | Cinema Comic Kids. Especial Terry Pratchett: El prodigiós Maurice. (VC)               |
| Diumenge 2 d'abril   | 17:00-19:00 h. | Projecció: Unicorn Wars. (VE)                                                         |

### Forum
| Data                 | Hora           | Acte |
| -------------------- | -------------- | --- |
| Divendres 31 de març | 15:30-16:00 h. | Magues de l'humor: Q&A amb Flavita Banana.                                                                |
| Divendres 31 de març | 16:00-16:30 h. | Q&A amb el/la guanyador/a al Premi a Millor Còmic Infantil/Juvenil.                                       |
| Divendres 31 de març | 17:00-17:30 h. | Q&A amb el/la guanyador/a del Gran Premi.                                                                 |
| Divendres 31 de març | 17:30-18:00 h. | Q&A amb el/la guanyador/a del Premi Autor/a Emergent.                                                     |
| Divendres 31 de març | 18:00-19:00 h. | Q&A amb Teresa Valero.                                                                                    |
| Divendres 31 de març | 19:00-19:30 h. | Q&A amb Igort.                                                                                            |
| Divendres 31 de març | 19:30-20:00 h. | Magues de l'humor. Q&A amb Lyona.                                                                         |
| Dissabte 1 d'abril   | 11:00-11:30 h. | Q&A amb el/la guanyador/a del Premi Millor Obra Nacional.                                                 |
| Dissabte 1 d'abril   | 11:30-12:00 h. | Q&A amb Aude Picault.                                                                                     |
| Dissabte 1 d'abril   | 12:00-12:30 h. | Q&A amb Sammy Harkham.                                                                                    |
| Dissabte 1 d'abril   | 12:30-13:00 h. | Q&A amb Anne Simon.                                                                                       |
| Dissabte 1 d'abril   | 13:00-14:00 h. | Q&A amb David López.                                                                                      |
| Dissabte 1 d'abril   | 14:00-14:30 h. | Q&A amb el/la guanyador/a del Premi a Millor Fanzine.                                                     |
| Dissabte 1 d'abril   | 14:30-15:30 h. | Gaza Amal: Historietas de Mujeres Valientes en la Franja de Gaza.                                         |
| Dissabte 1 d'abril   | 16:00-16:30 h. | Q&A amb Florence Cestac.                                                                                  |
| Dissabte 1 d'abril   | 16:30-17:00 h. | Q&A amb Barbara Stock.                                                                                    |
| Dissabte 1 d'abril   | 17:00-18:00 h. | Q&A amb Genie Espinosa.                                                                                   |
| Dissabte 1 d'abril   | 18:00-19:00 h. | Q&A amb Daniel Torres.                                                                                    |
| Dissabte 1 d'abril   | 19:00-19:30 h. | Q&A amb Rosa Codina.                                                                                      |
| Diumenge 2 d'abril   | 11:00-11:30 h. | Q&A amb Léa Murawiec.                                                                                     |
| Diumenge 2 d'abril   | 12:30-13:00 h. | Q&A amb André Lima Araújo.                                                                                |
| Diumenge 2 d'abril   | 13:00-13:30 h. | Q&A amb Matteo Scalera.                                                                                   |
| Diumenge 2 d'abril   | 13:30-14:00 h. | Q&A amb Bengal.                                                                                           |
| Diumenge 2 d'abril   | 14:00-14:30 h. | Q&A amb Greg Tocchini.                                                                                    |
| Diumenge 2 d'abril   | 16:00-17:00 h. | Q&A amb Marc Charles (Forn de Calç).                                                                      |
| Diumenge 2 d'abril   | 17:00-18:00 h. | Leiji Matsumoto i els animes que ens van forjar el caràcter (en català). Amb: Cels Piñol i Oriol Estrada. |

### Comic Stage
| Data                 | Hora           | Acte |
| -------------------- | -------------- | --- |
| Divendres 31 de març | 14:00-15:00 h. | Podcast en viu: La Guarida del Titán.                                                                                              |
| Divendres 31 de març | 15:00-16:00 h. | Podcast en viu: Club Hellfire - el retorn (per un sol cop). Amb Àlex Santaló & Oriol Estrada.                                      |
| Divendres 31 de març | 16:00-17:00 h. | Podcast en viu: Familia Mónguer.                                                                                                   |
| Divendres 31 de març | 17:00-18:30 h. | Podcast: El Racó del Manga. |
| Divendres 31 de març | 19:00-20:00 h. | Concert dibuixat: J.G.G. amb Roberta Vázquez i Emma Roulette.                                                                      |
| Dissabte 1 d'abril   | 11:00-13:00 h. | Podcast en viu: Campamento Krypton.                                                                                                |
| Dissabte 1 d'abril   | 13:00-14:00 h. | Autores de tebeo d'ahir, d'avui i de sempre: 10è Aniversari del Colectivo de Autoras de Cómic.                                     |
| Dissabte 1 d'abril   | 16:00-17:00 h. | Ràdio en directe: Territorio 9 de Radio 3.                                                                                         |
| Dissabte 1 d'abril   | 17:30-18:30 h. | Cosplay parade: Fantasy&Rol. |
| Dissabte 1 d'abril   | 18:30-20:00 h. | Primavera Pro: Escoltar còmics com alternativa per a alliberar dopamina. Moderació: Xavi Serra. Amb: Carla Berrocal i Maria Hesse. |
| Diumenge 2 d'abril   | 11:00-12:30 h. | Podcast en viu: Campamento Krypton.                                                                                                |
| Diumenge 2 d'abril   | 12:30-13:30 h. | Cosplay petit & Pasarel·la. |
| Diumenge 2 d'abril   | 13:30-14:30 h. | Podcast en viu: La Batcova. |
| Diumenge 2 d'abril   | 14:30-15:30 h. | Com contribuir a causes benèfiques amb el teu cosplay de Star Wars.                                                                |
| Diumenge 2 d'abril   | 16:00-17:00 h. | Ràdio en directe: Territorio 9 de Radio 3.                                                                                         |
| Diumenge 2 d'abril   | 17:30-18:30 h. | Concert: Dani Rottenbrain & The Monster Rockers.                                                                                   |

### Sala 5
| Data               | Hora           | Acte |
| ------------------ | -------------- | --- |
| Dissabte 1 d'abril | 11:00 12:00 h. | Master class amb Florence Cestac. |
| Dissabte 1 d'abril | 12:00-13:00 h. | Zerocalcare conversa amb Fermin Muguruza. |
| Dissabte 1 d'abril | 13:00-14:00 h. | Les entranyes de Black is Beltza II: Ainhoa. Còmic i molt més.                                                                                                  |
| Dissabte 1 d'abril | 14:00-15:00 h. | Les mans de Carlos Pacheco. Un homenatge amb amics. |
| Dissabte 1 d'abril | 15:00-16:00 h. | Master class amb Rosemary Valero-O'Connell. |
| Dissabte 1 d'abril | 16:00-17:00 h. | Rick Remender & Co. Una taula rodona amb el guionista i els seus dibuixants.                                                                                    |
| Dissabte 1 d'abril | 17:30-18:30 h. | Punts de cordura: el rol, els còmics i el cine d'Alex de la Iglesia. Moderació: Cels Piñol. Amb: Alex de la Iglesia i Joan Tretze.                              |
| Dissabte 1 d'abril | 18:30-20:00 h. | 'Com ser una maga de l'humor. Humoristes gràfiques d'ahir, avui i demà.' Moderació: Roser Messa. Amb: Mariel Soria, Roberta Vázquez, Clara Soriano i Raquel Gu. |
| Dimenge 2 d'abril  | 11:00-12:00 h. | Q&A amb Rosemary Valero-O'Connell |
| Dimenge 2 d'abril  | 12:00-13:00 h. | Q&A amb Zerocalcare |
| Dimenge 2 d'abril  | 13:00-14:00 h. | Els quaderns d'Igort. Moderació: Marc Charles. |
| Dimenge 2 d'abril  | 14:00-15:00 h. | Trobada amb James Tynion IV i Álvaro Martínez Bueno |
| Dimenge 2 d'abril  | 15:00-16:00 h. | Master class de Rick Remender: còmics, showrunning de TV i desenvolupament de videojocs.                                                                        |
| Dimenge 2 d'abril  | 16:00-17:00 h. | Comic Fantasy: Taulells de dibuix i taules de joc. Amb: David López.                                                                                            |

### Sala 6
| Data                 | Hora           | Acte |
| -------------------- | -------------- | --- |
| Divendres 31 de març | 15:00-16:00 h. | Un avanç del Libro Blanco del Cómic amb Sectorial del Cómic.                                                                                     |
| Divendres 31 de març | 16:00-17:00 h. | Taula rodona: El còmic a França. Moderació: Marc Charles Amb:Anne Simon, Léa Murawiec, Aude Picault.                                             |
| Divendres 31 de març | 18:30-19:30 h. | Presentació col·lectiva de fanzines. |
| Dissabte 1 d'abril   | 11:00-12:00 h. | Q&A amb James Tynion IV. |
| Dissabte 1 d'abril   | 16:00-17:00 h. | '75 aniversari de Zipi i Zape: els bessons més famosos del còmic'. Moderació: Antoni Guiral. Amb: Sergi Escobar, Albert Monteys, Jordi Canyissà. |
| Diumenge 2 d'abril   | 10:30-11:00 h. | Presentació de novetats de Garbuix |
| Diumenge 2 d'abril   | 11:00-12:00 h. | Magues de l'humor: la importància del "like" i la visibilitat online. Moderació: Mery Cuesta. Amb: Quan Zhou, Elisa Riera i Camille Vannier.     |
| Diumenge 2 d'abril   | 12:00-13:00 h. | Del manga al còmic: Sara Soler, Emma Ríos, Marta Cartu, Genie Espinosa. Moderació: Mònica Rex.                                                   |
| Diumenge 2 d'abril   | 13:00-14:00 h. | Comic Vision: animació i còmic. |
| Diumenge 2 d'abril   | 16:00-17:00 h. | 'Qui tradueix i com els còmics que llegim?' Amb Carlos Mayor i Scheherezade Surià.                                                               |

## Galeria d'imatges
Autors, editors i divulgadors

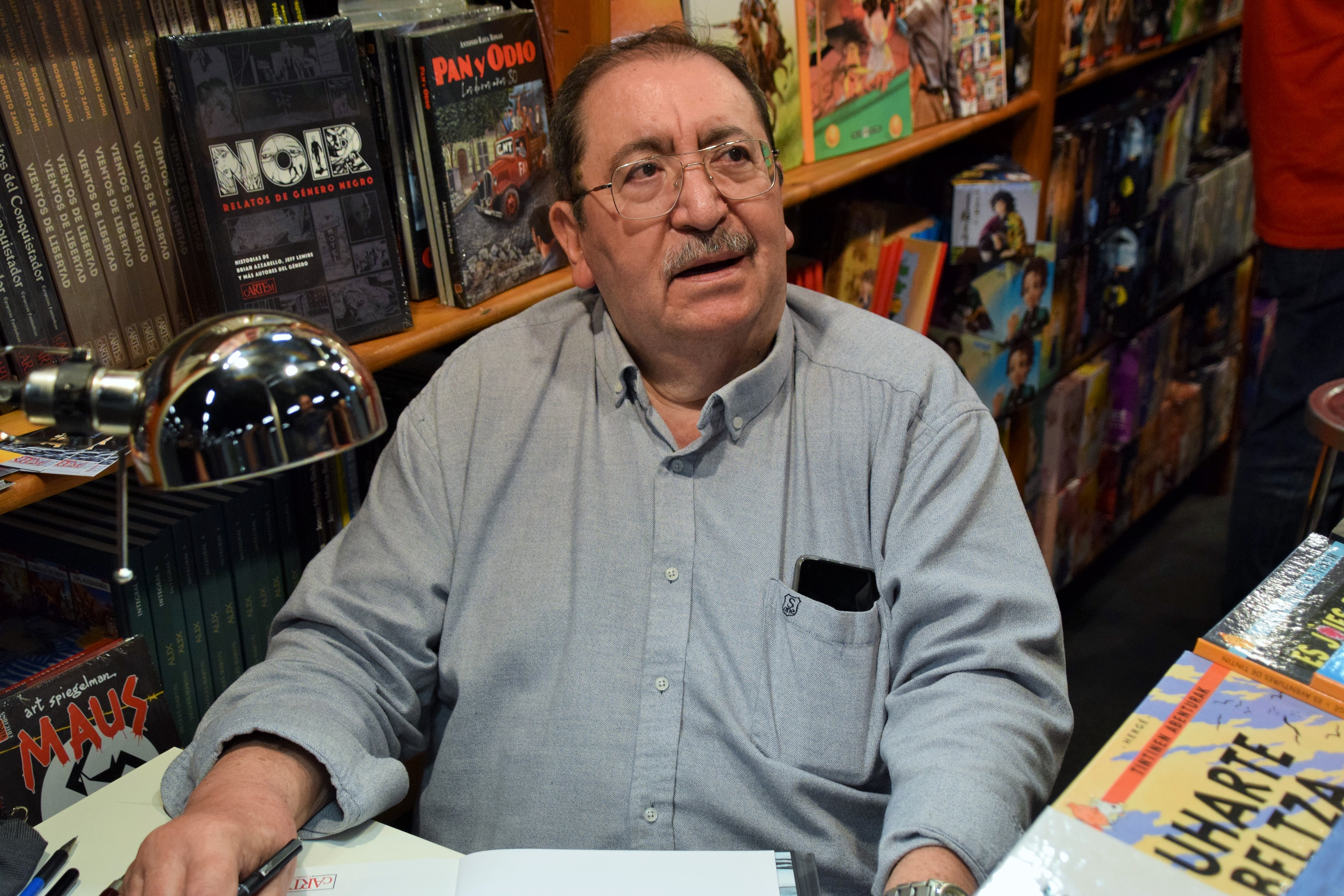
Alfonso Font a l'estand de Continuarà Còmics.
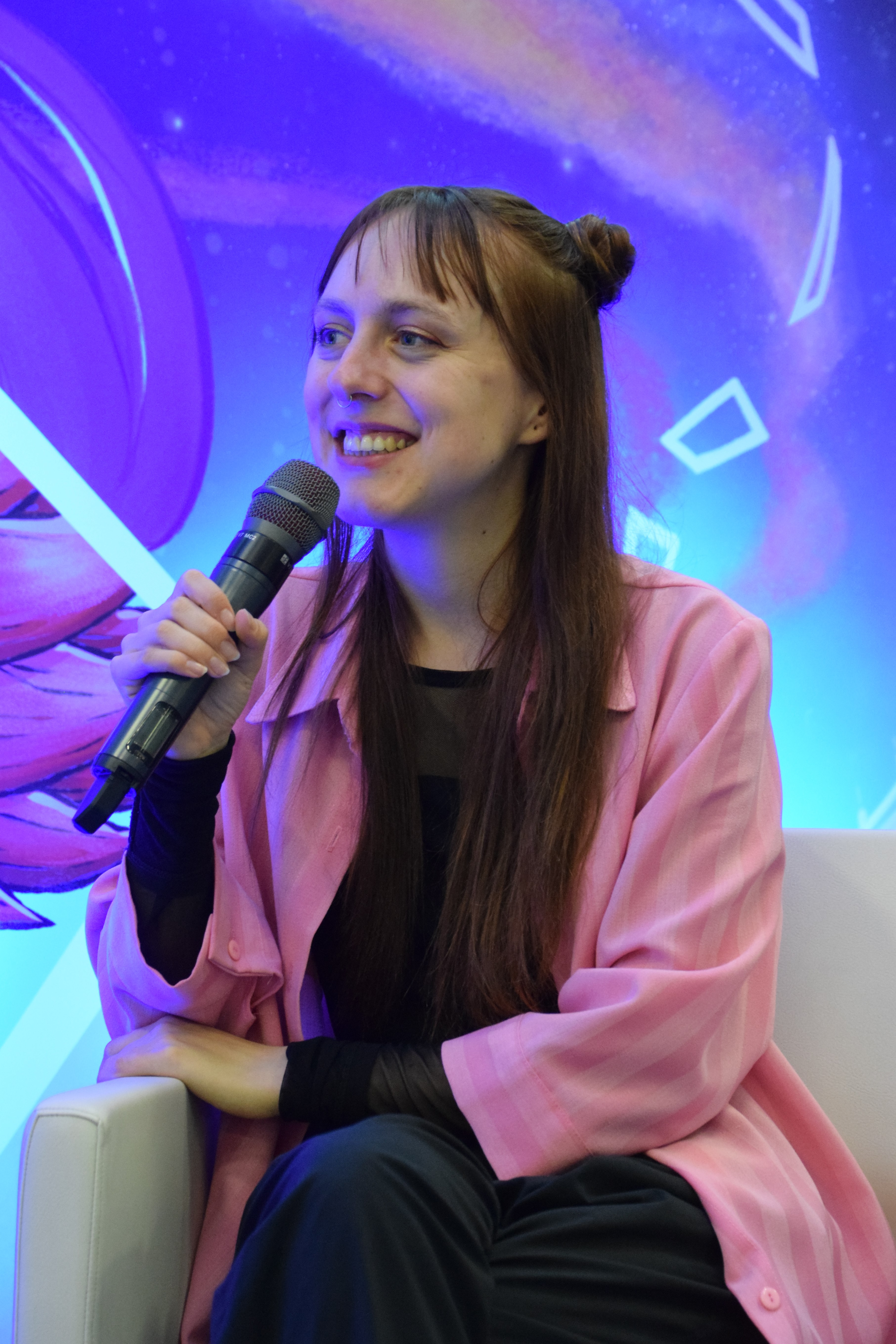
La nominada als premis Elisabeth Karin.
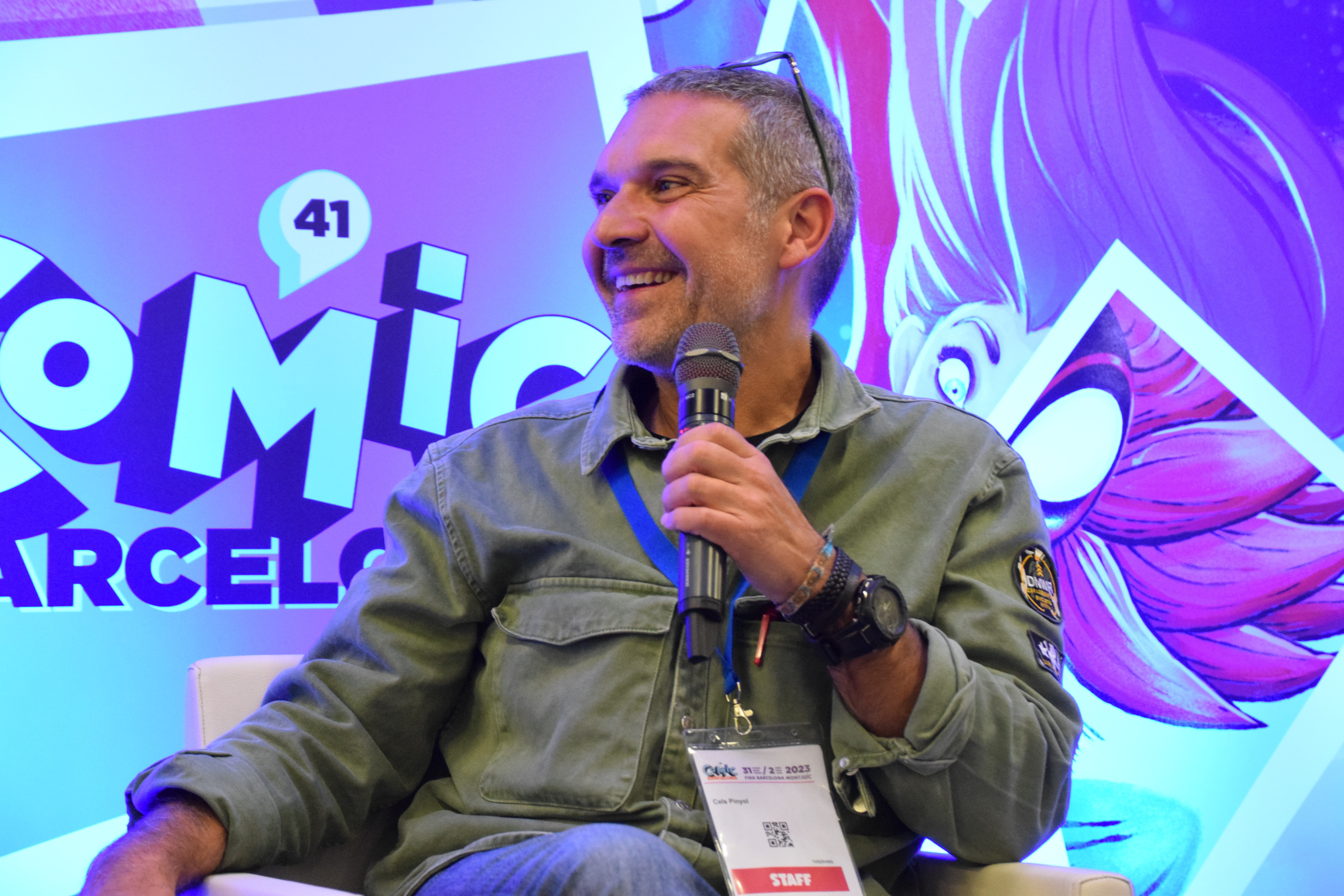
L'autor de Fanhunter Cels Piñol.
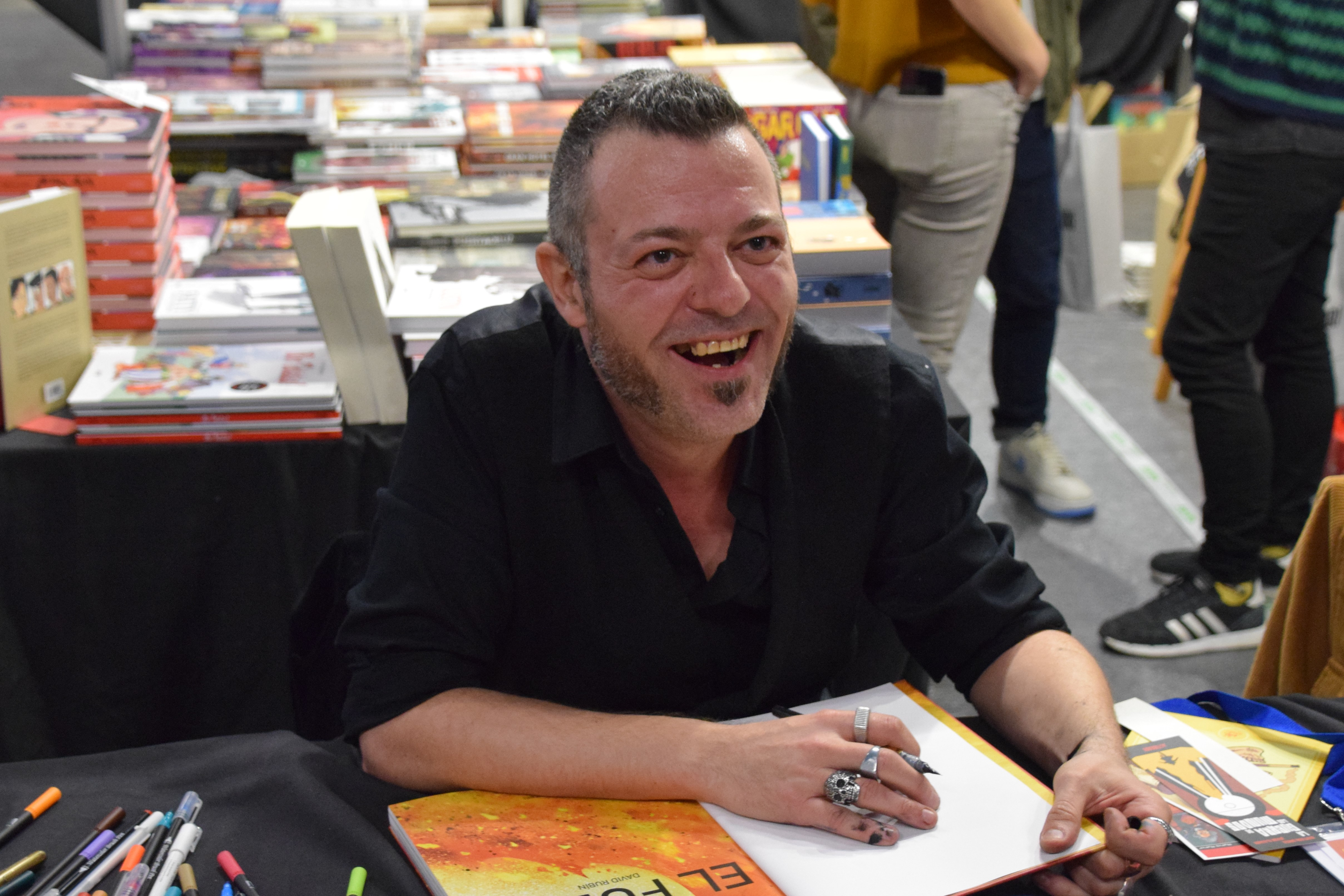
David Rubín firmant exemplars de El Fuego.
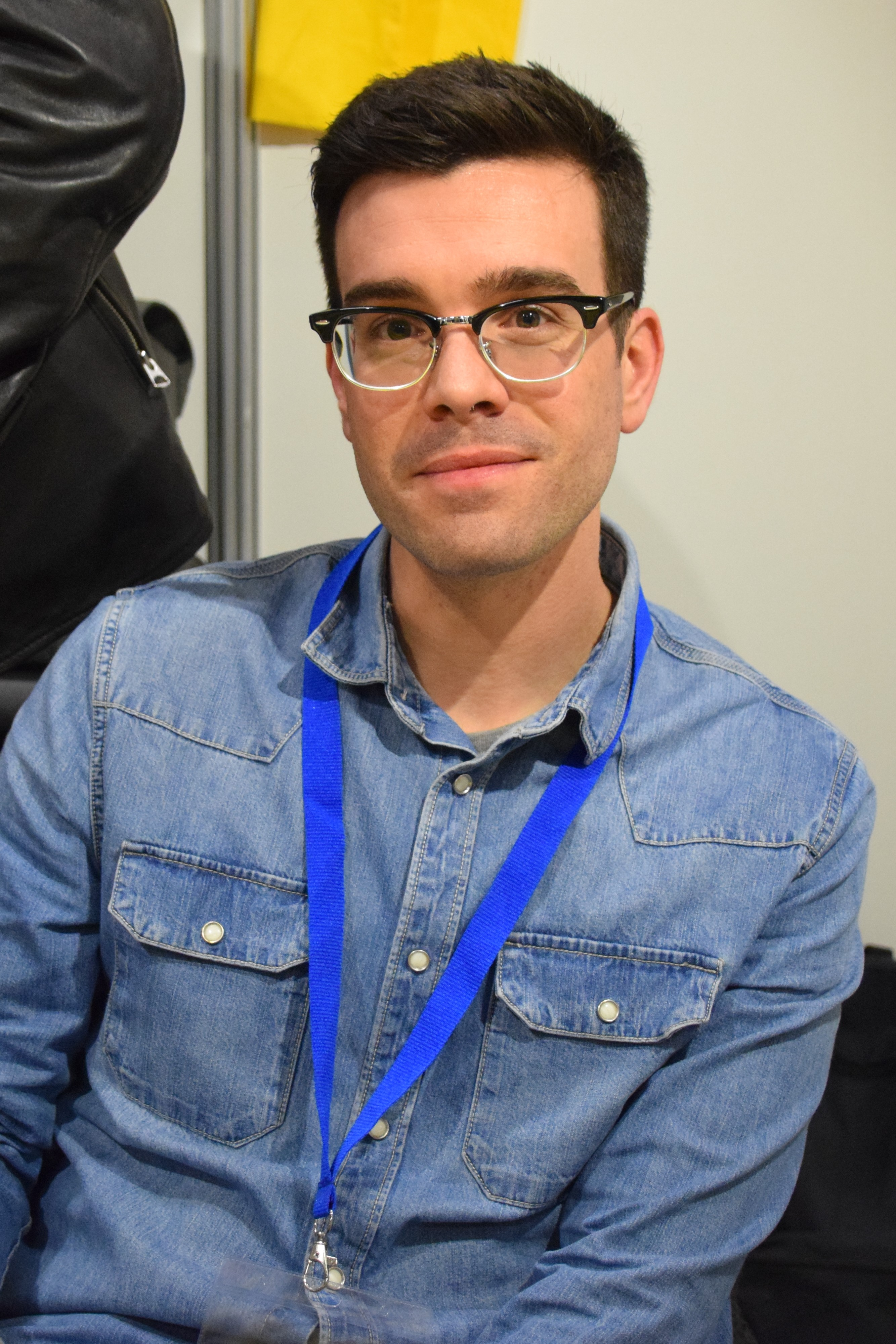
L'autor de Ronson César Sebastián.
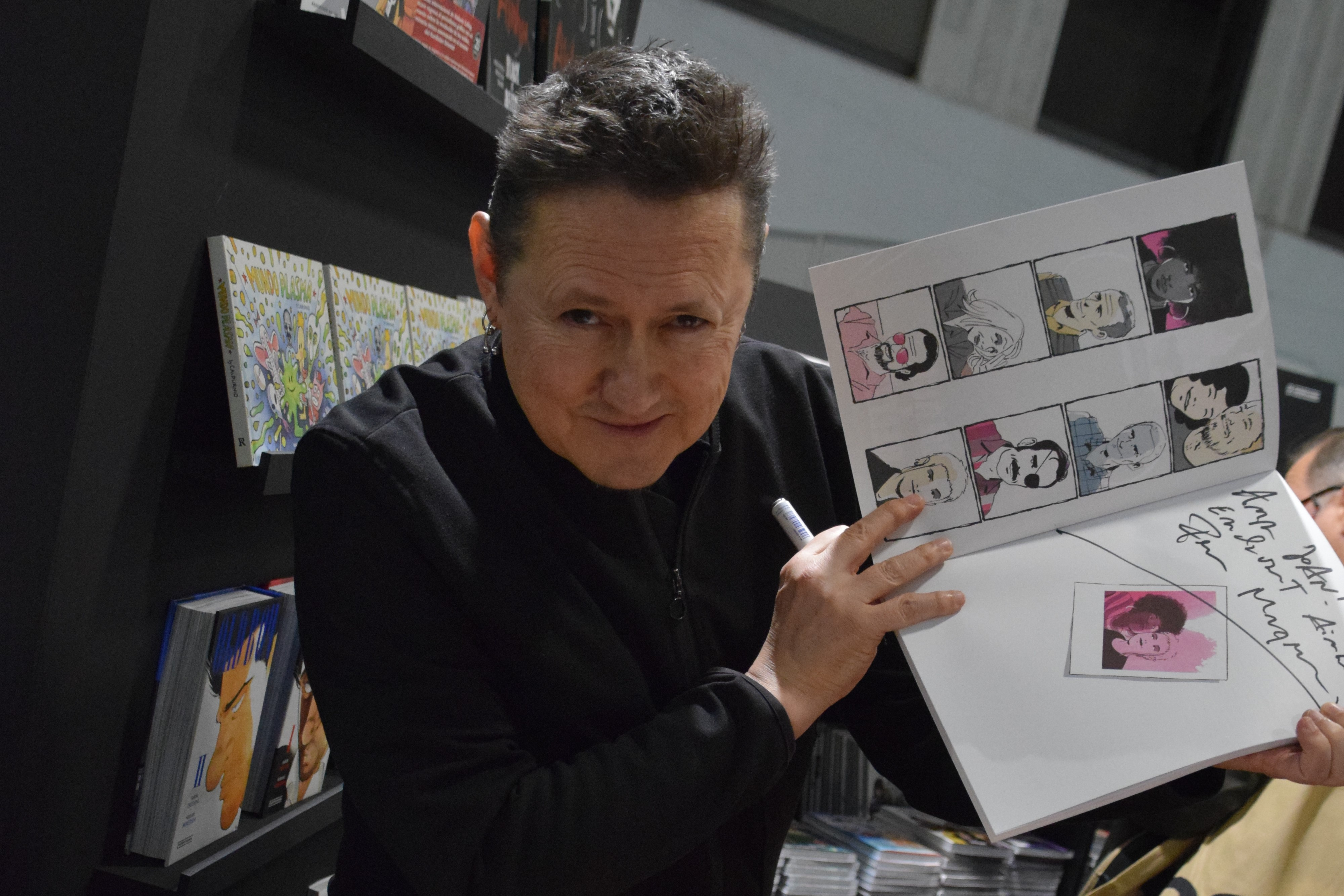
El músic Fermin Muguruza, firmant Black is Beltza: Ainhoa.
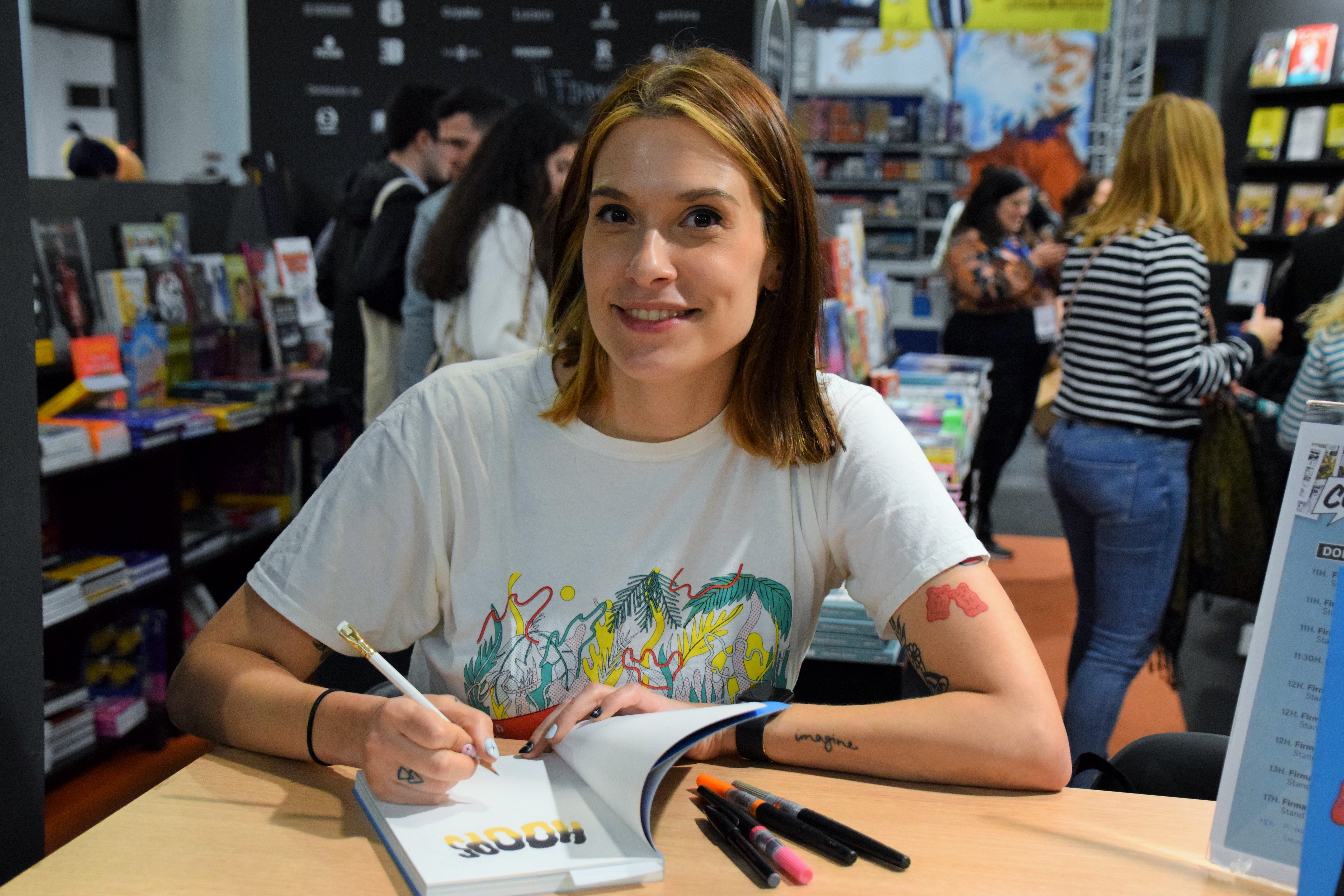
L'autora catalana Genie Espinosa.
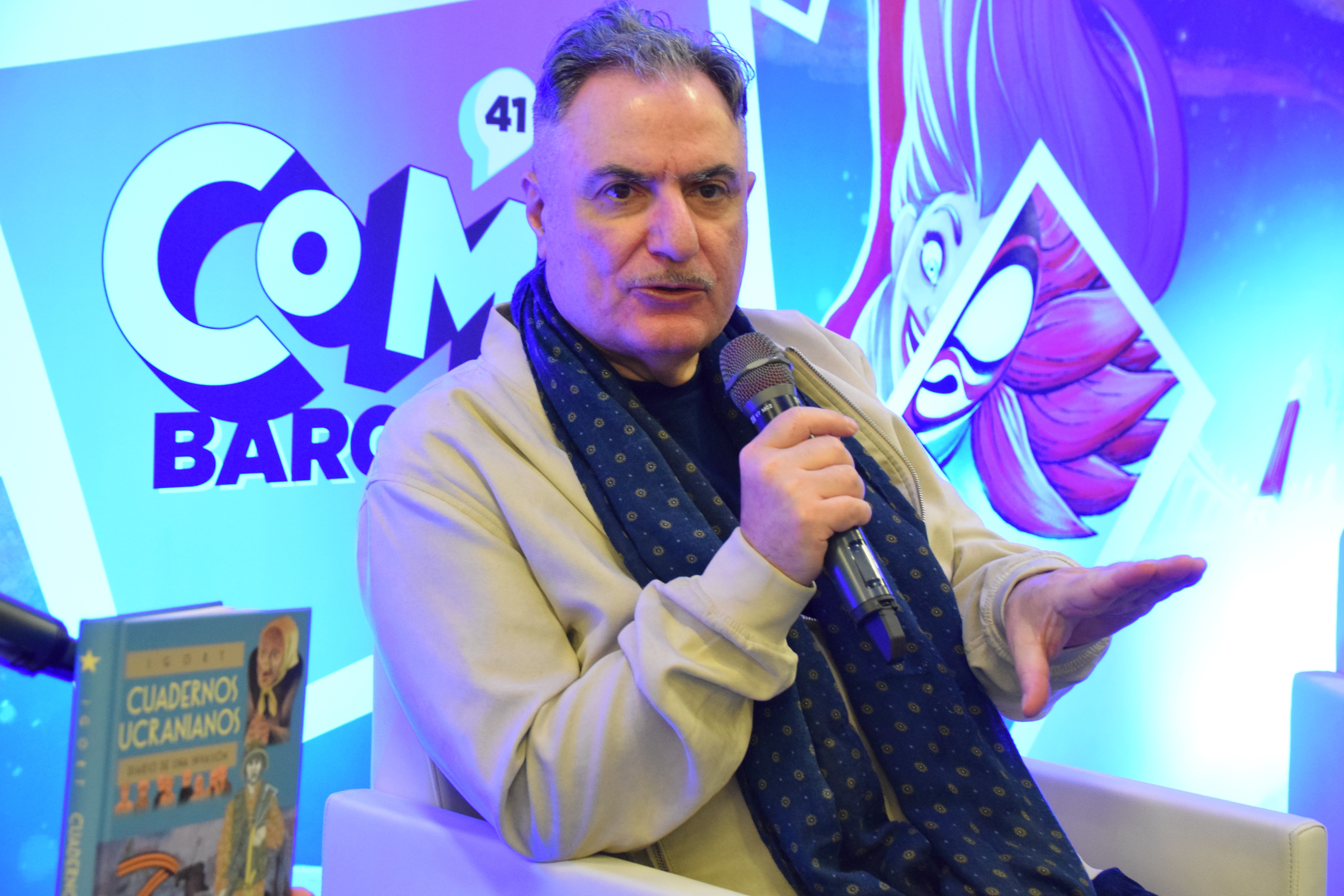
L'autor italià Igort conversant.
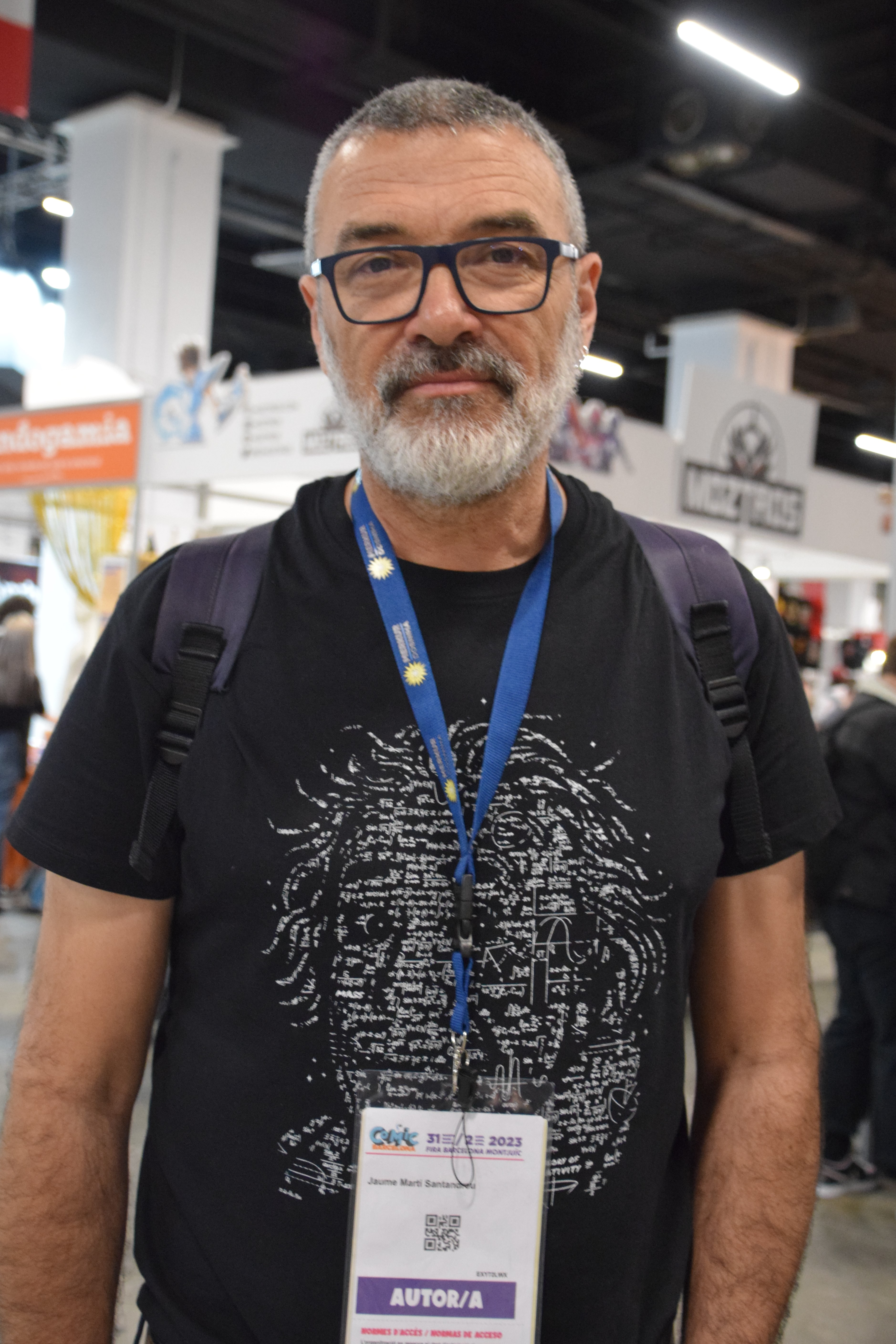
L'autor català Jaume Martí Santandreu.
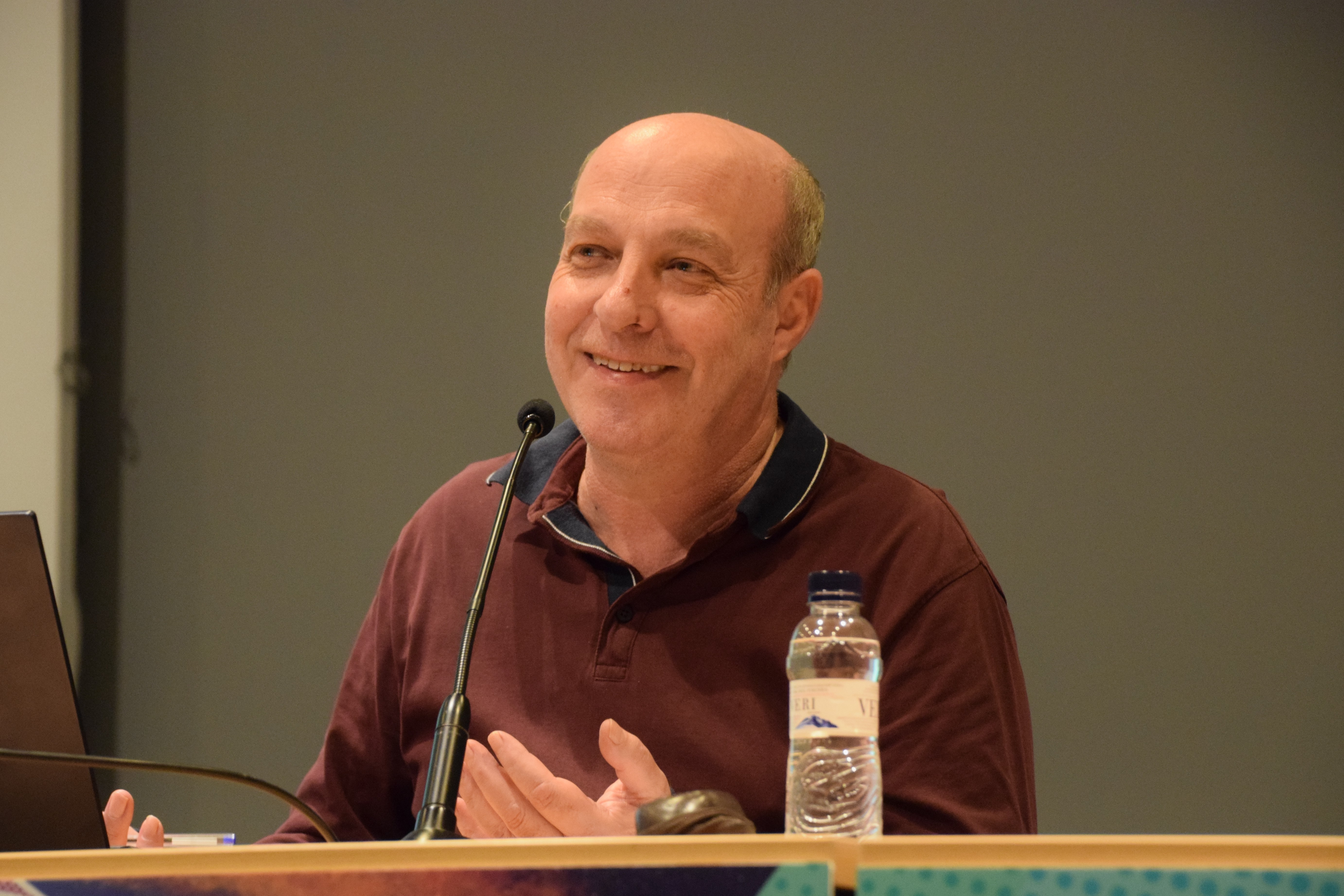
El divulgador català Jordi Riera.
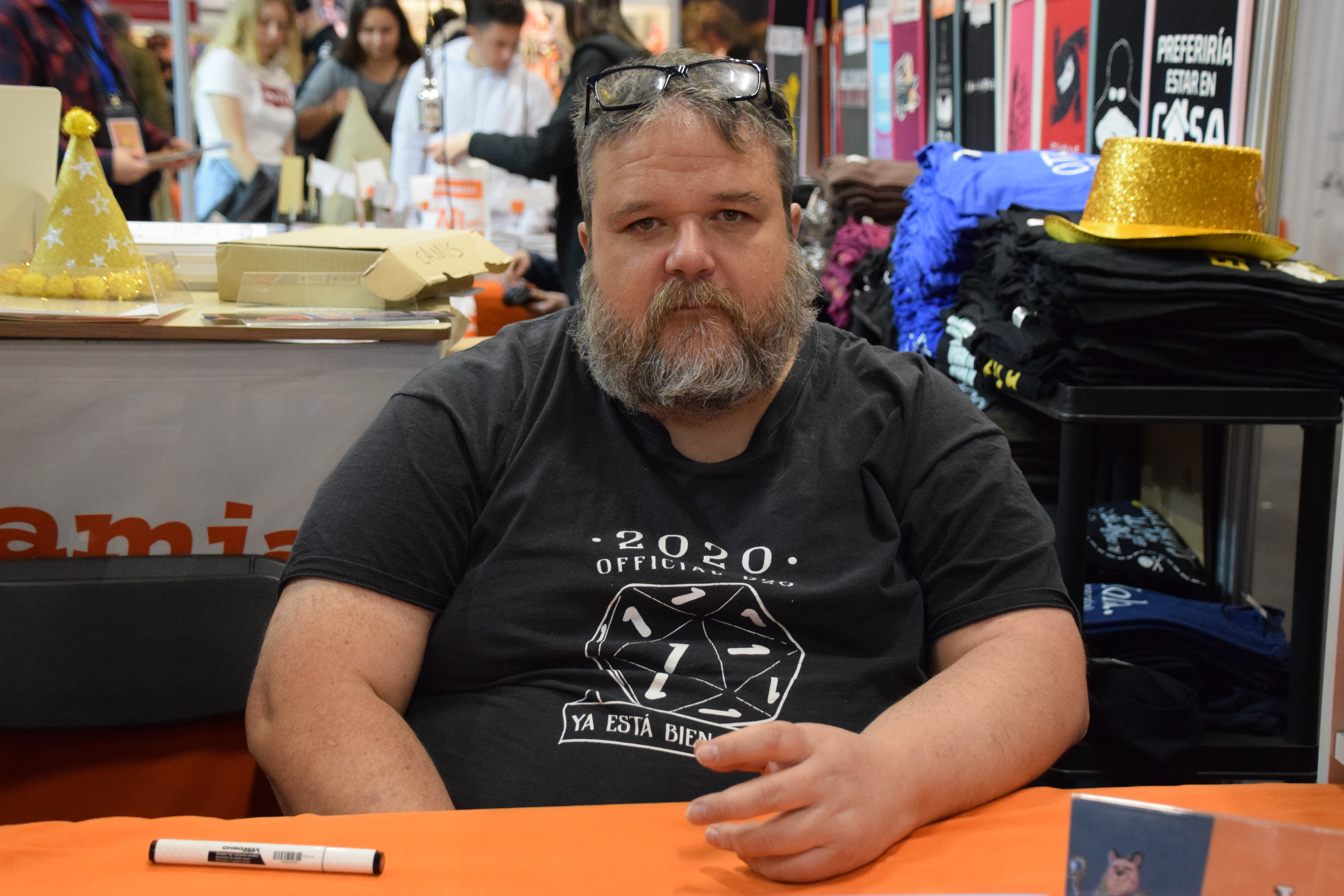
El guionista Josep Busquet.
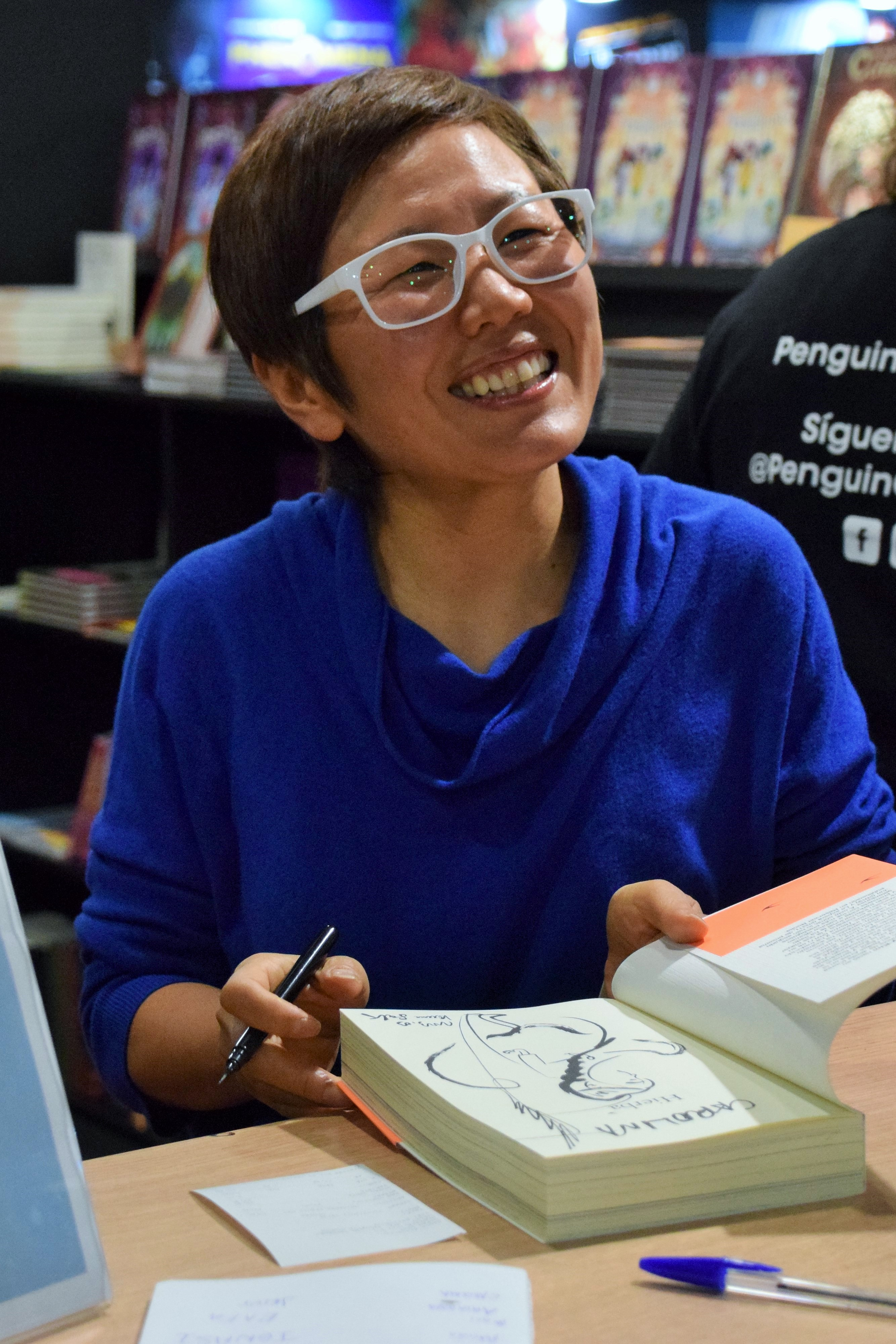
L'autora sud-coreana Keum Suk Gendry-Kim.
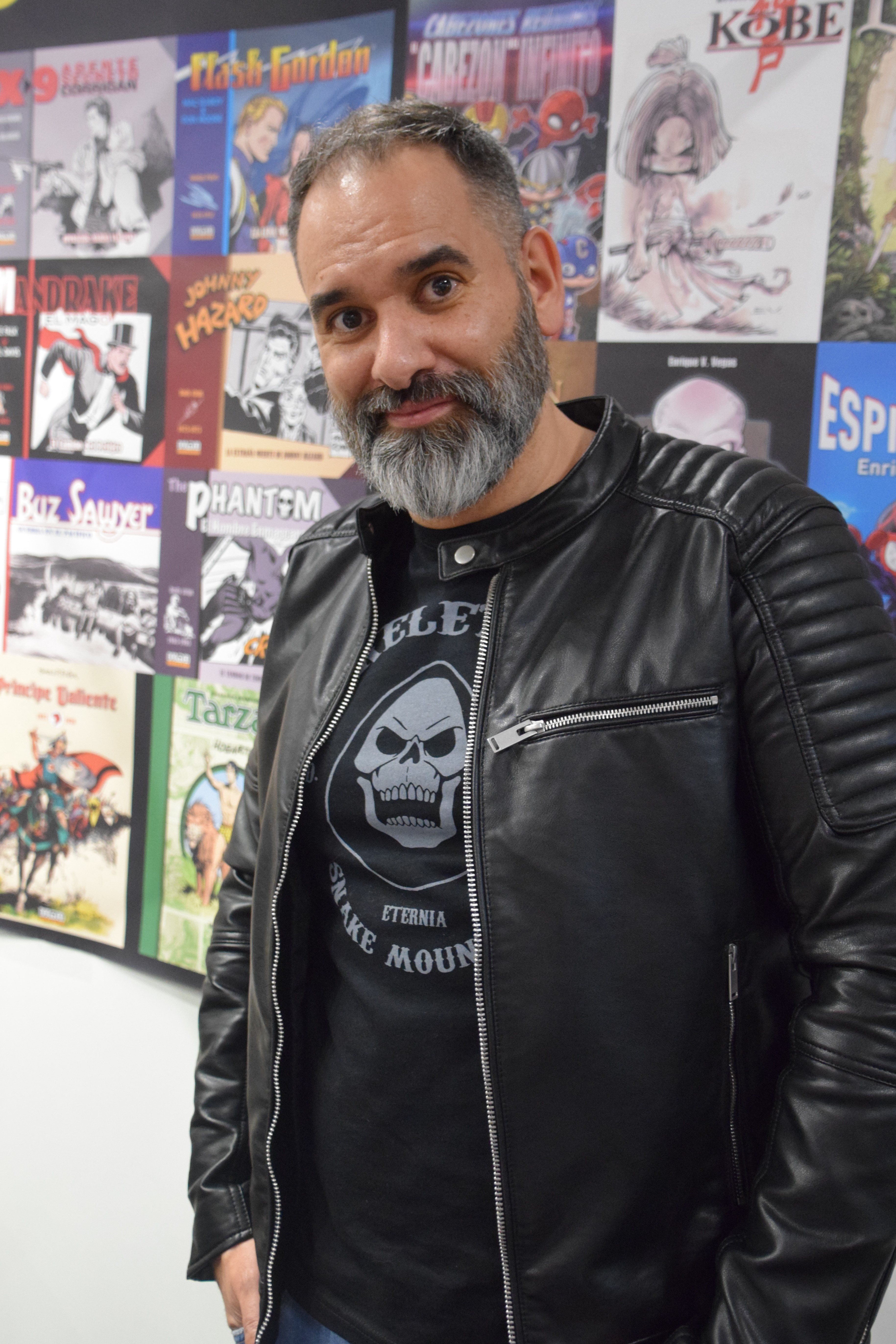
L'autor i divulgador Kromic Bruck.
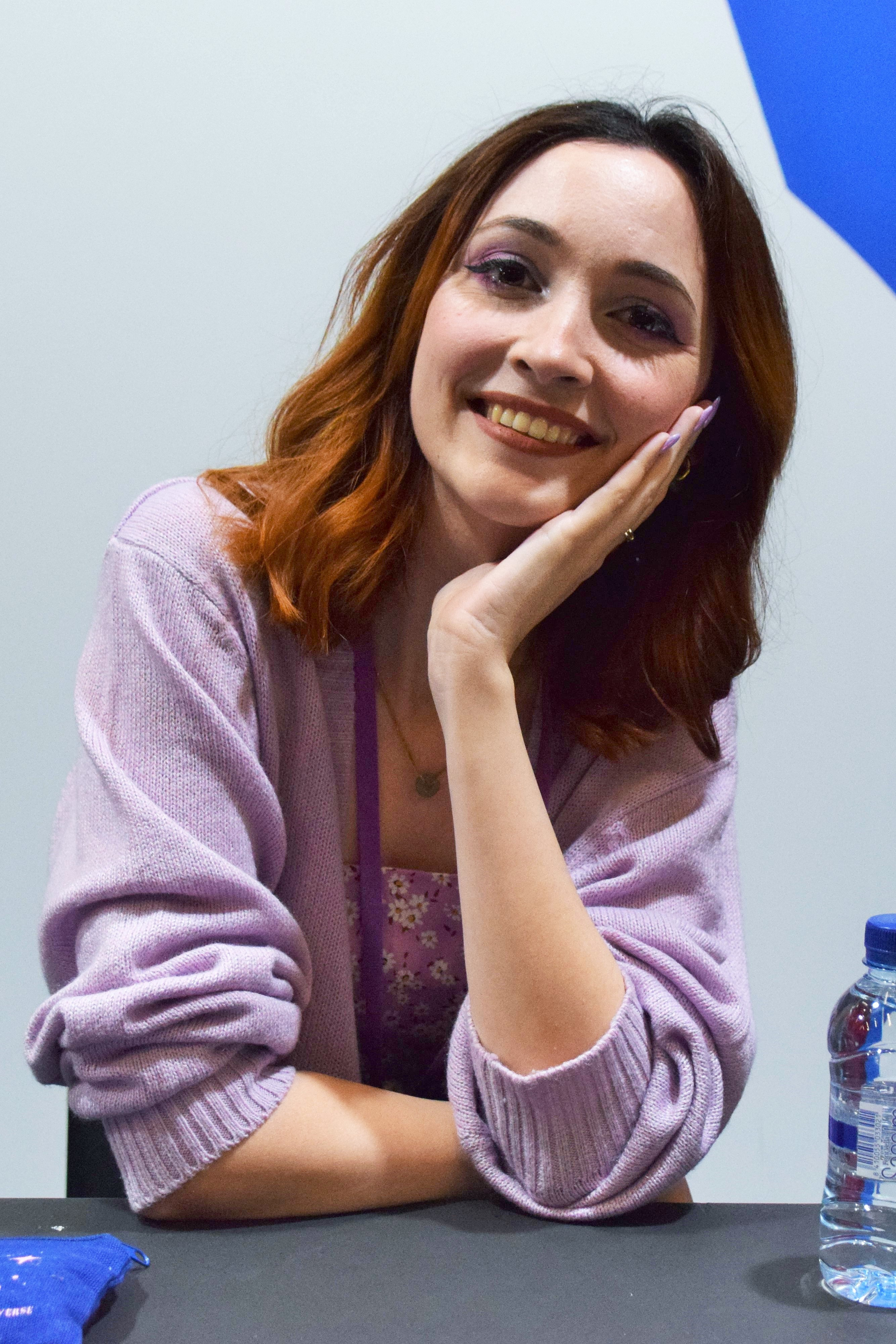
La il·lustradora Laia López.
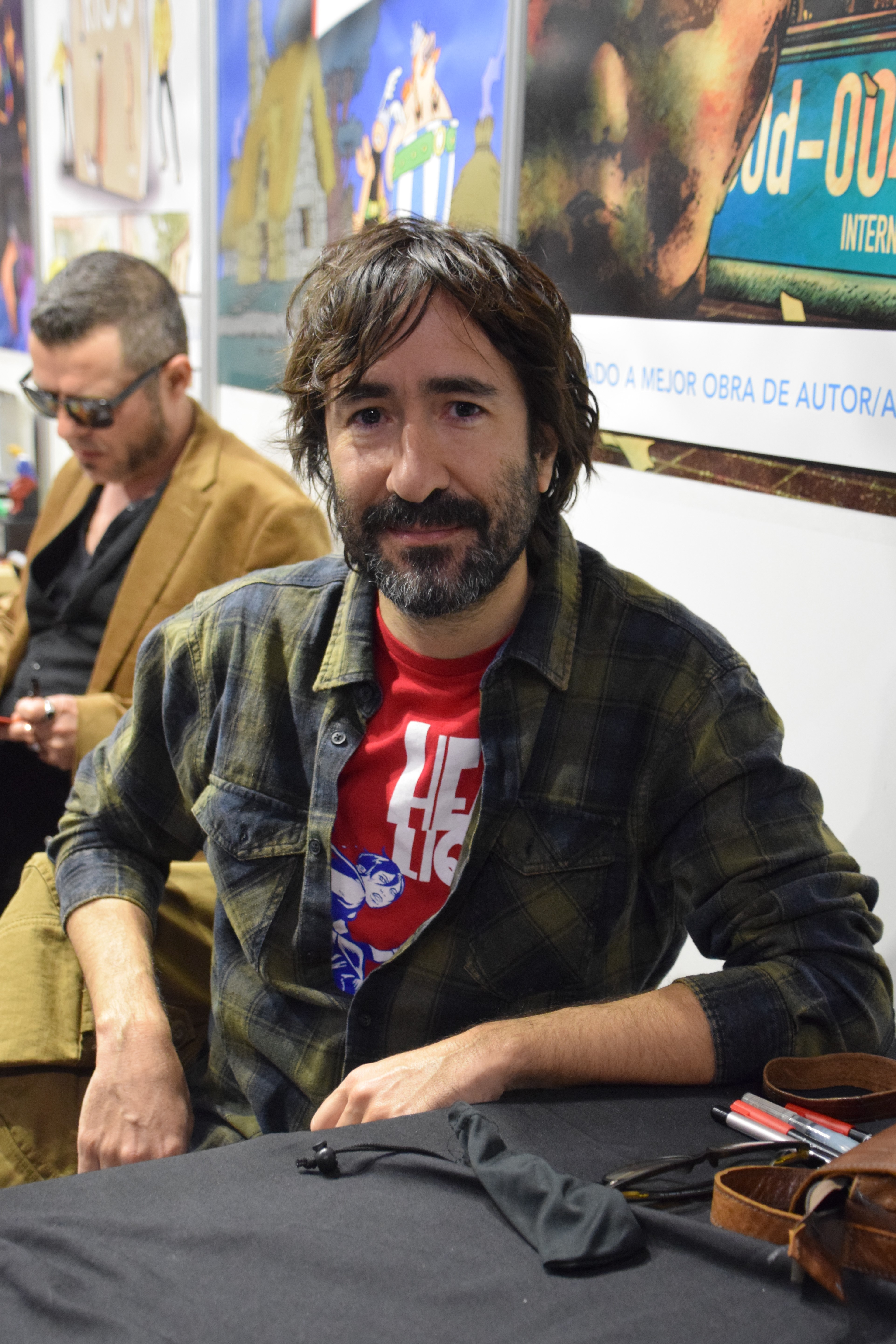
El dibuixant Luis NCT.
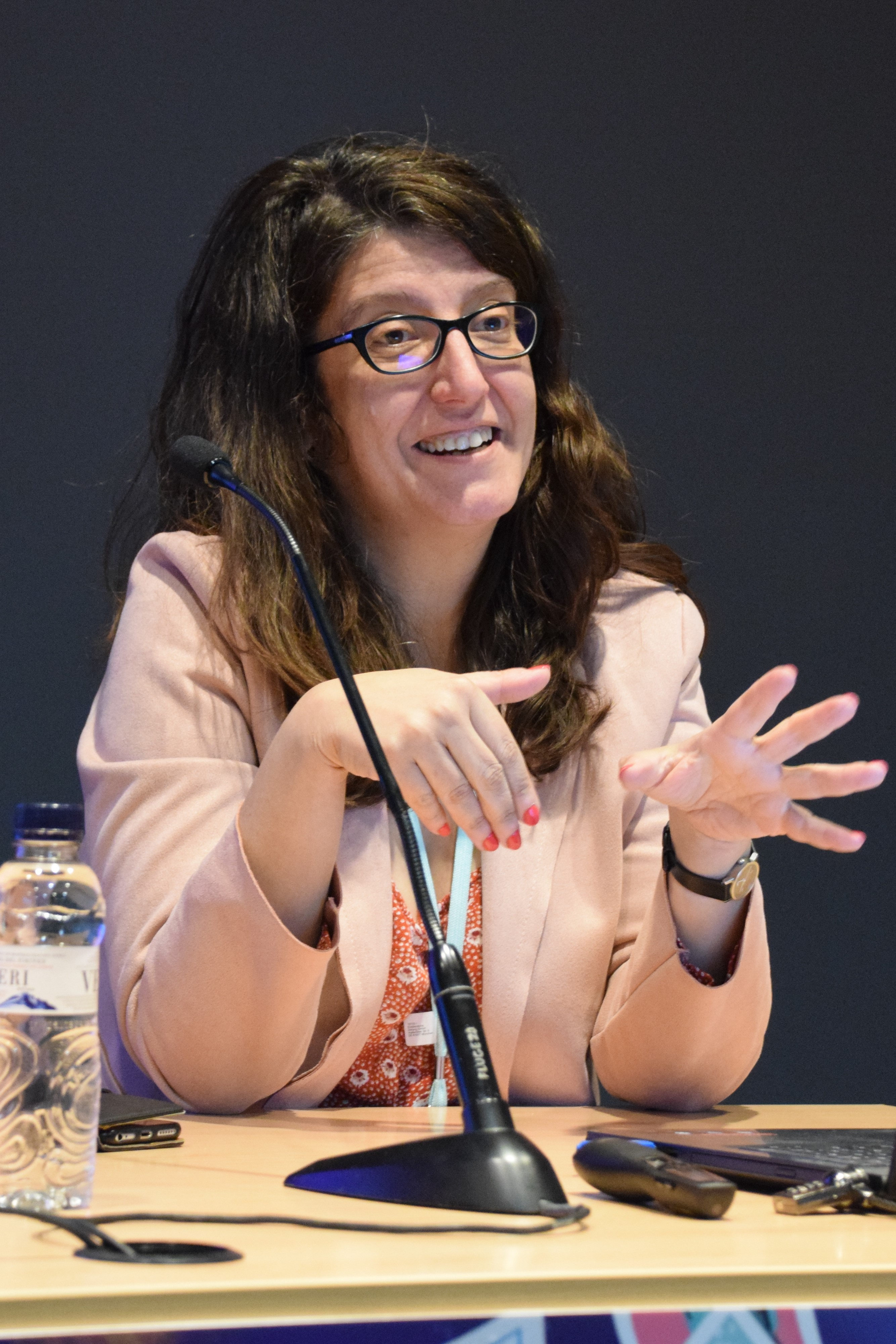
Montserrat Terrones de l'Editorial Finestres.
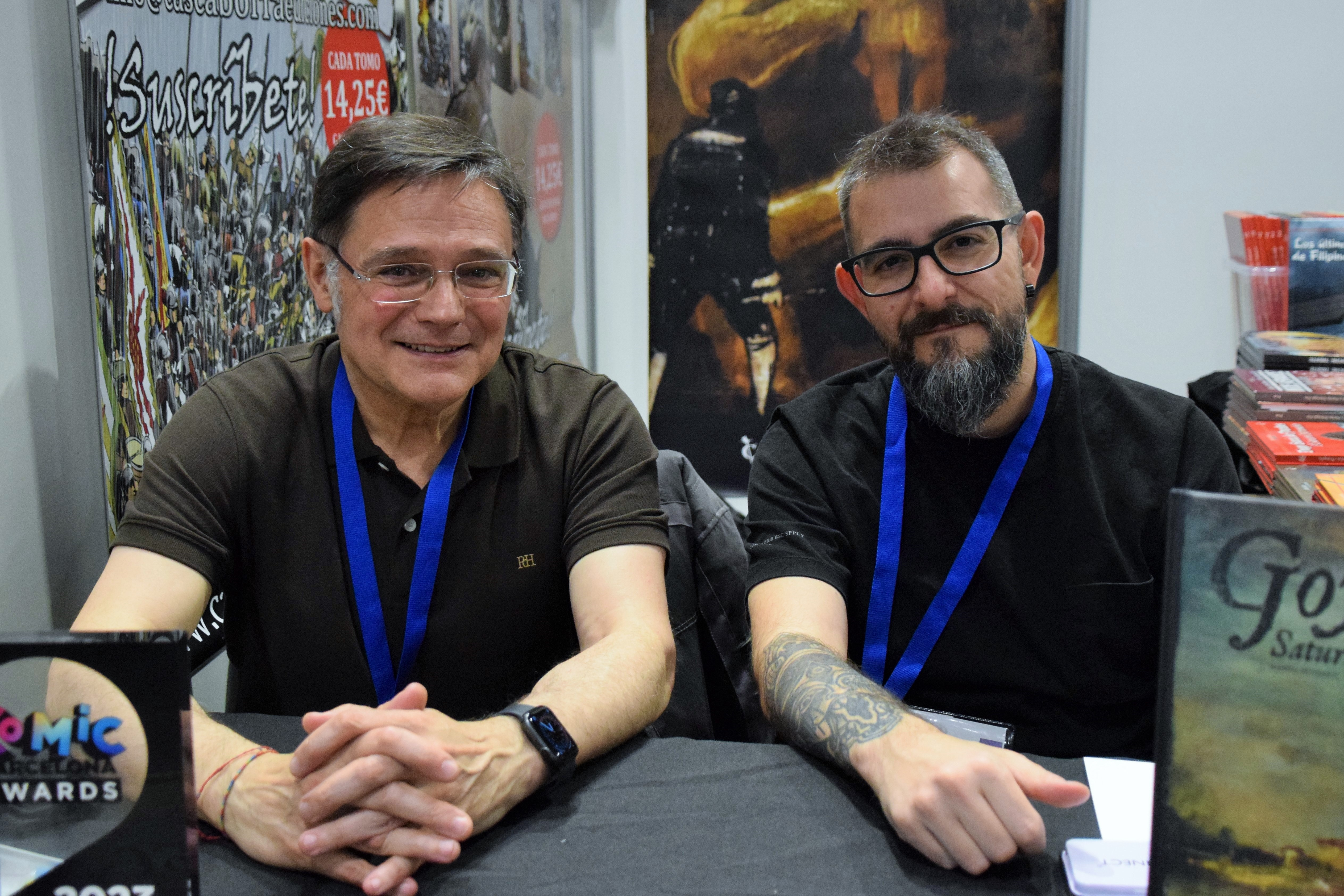
Manuel Romero i Manu Gutiérrez.
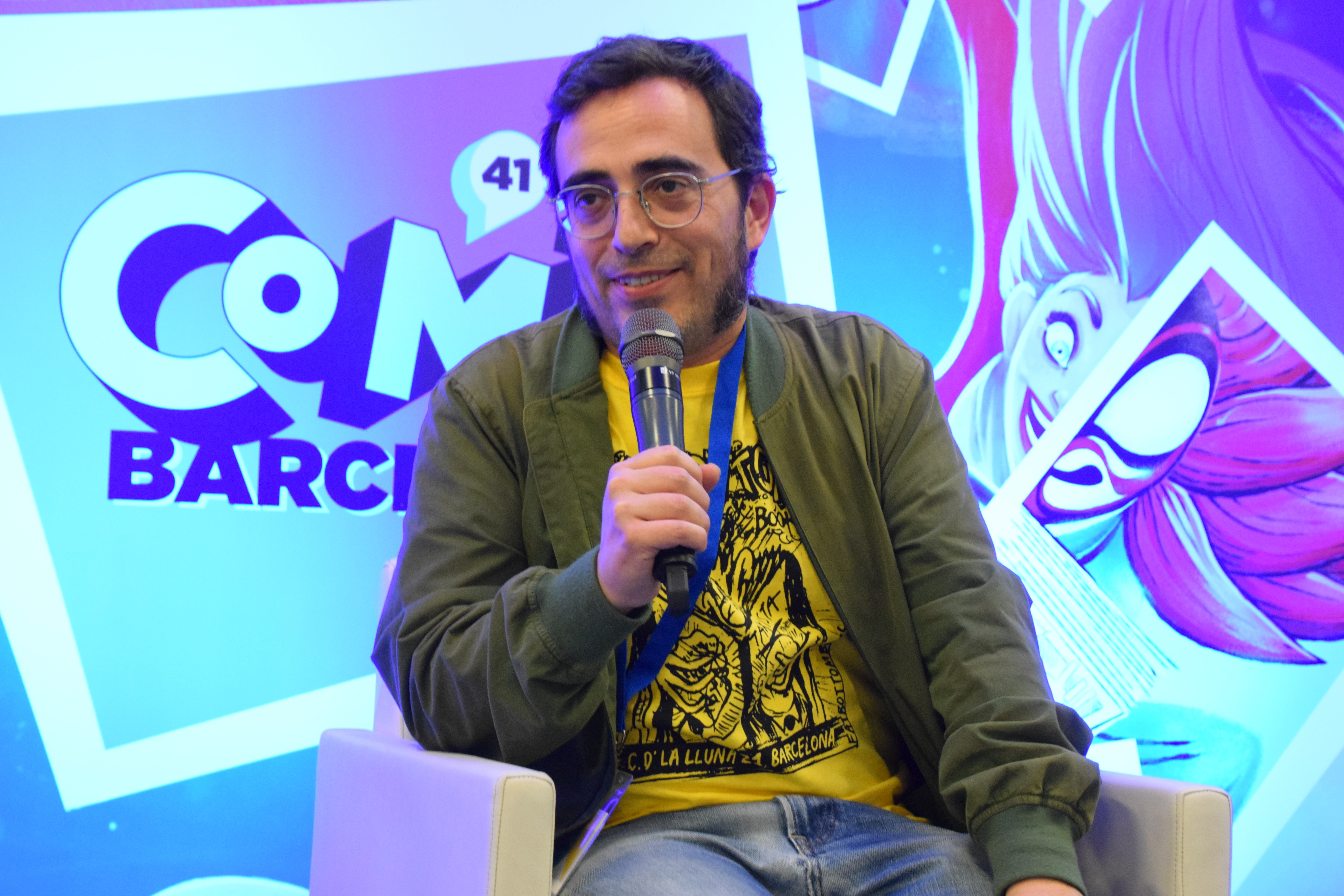
Marc Charles, editor de Forn de Calç.
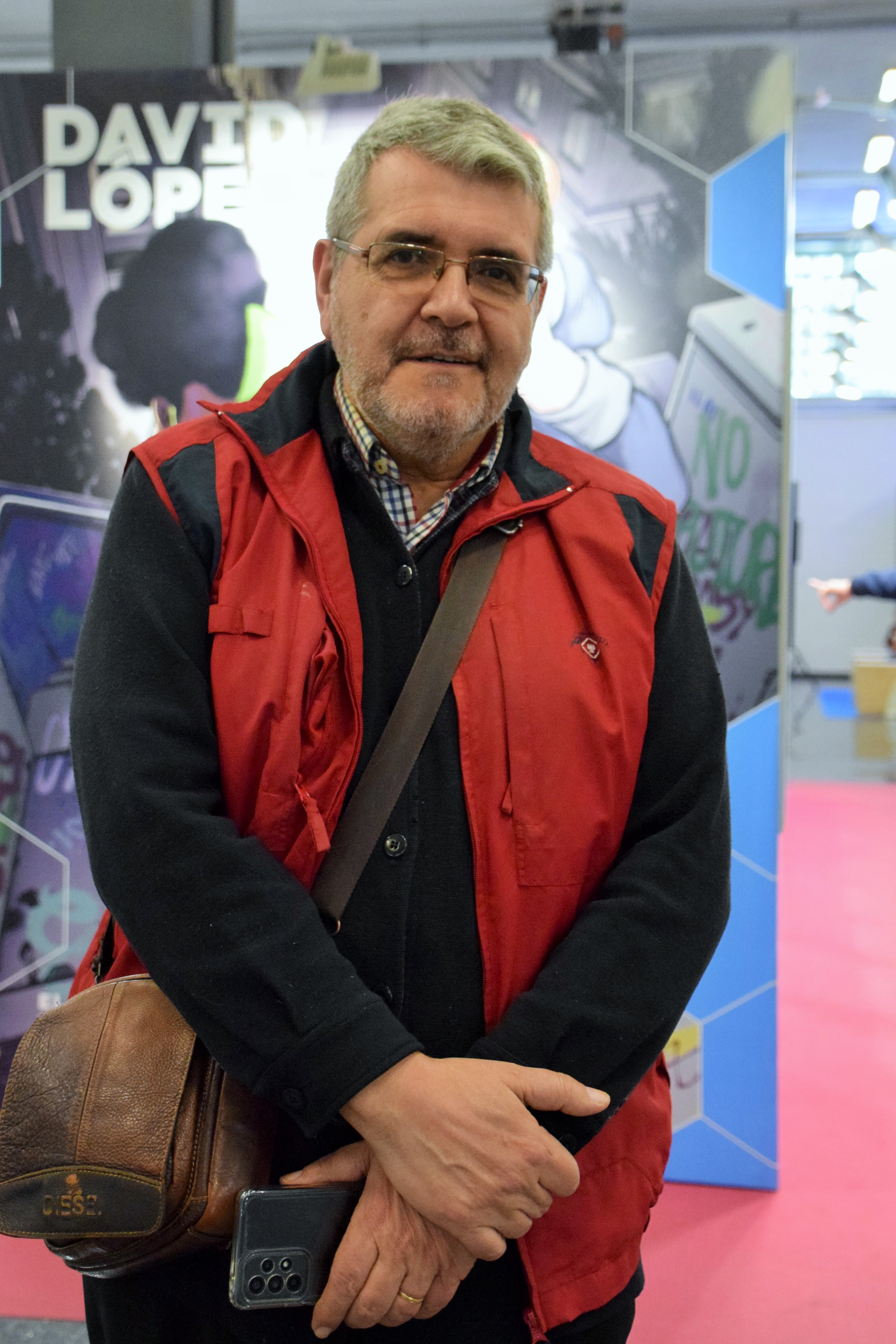
El divulgador Marcos Ordóñez.
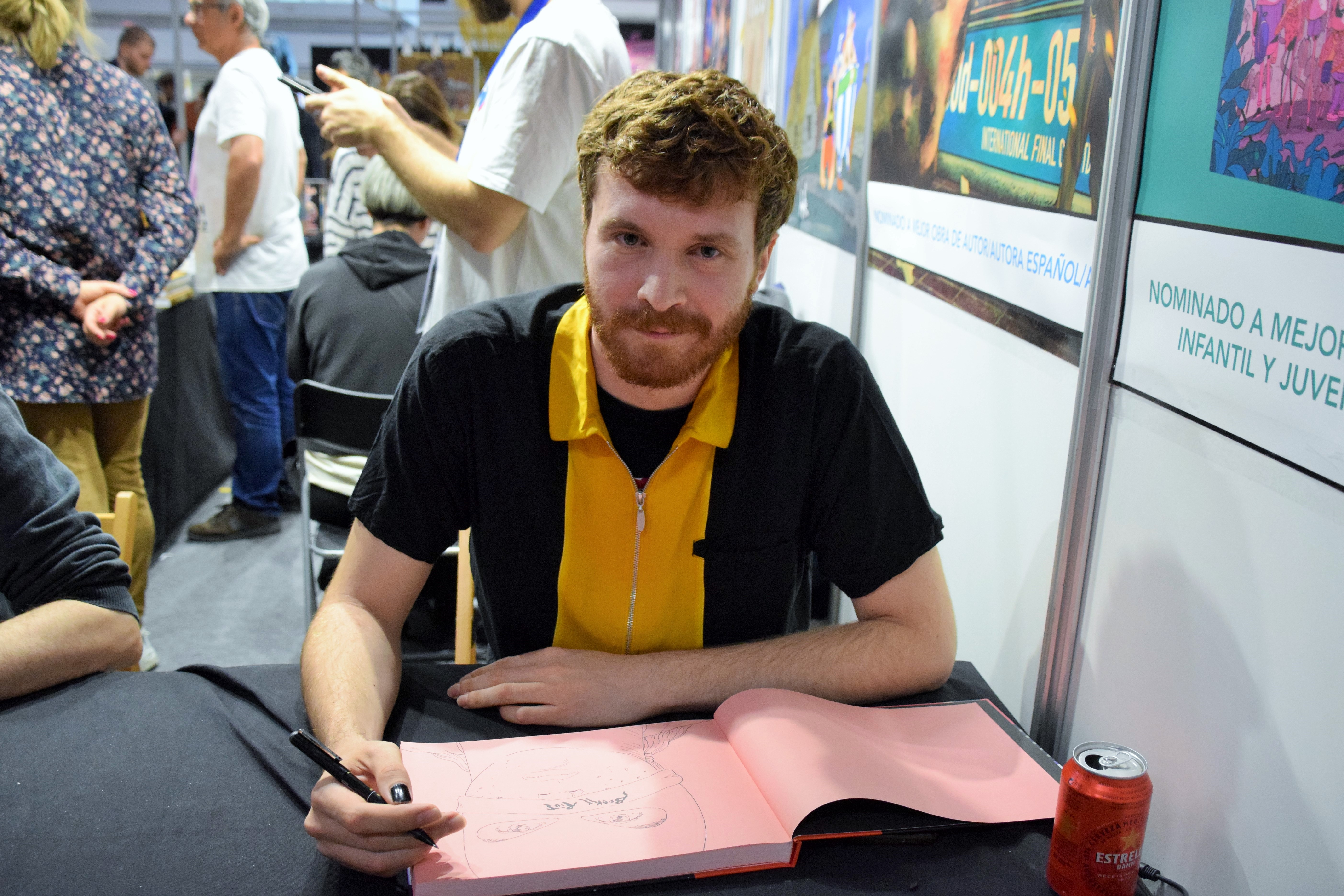
Mariano Pardo, nominat a l'autor revelació.
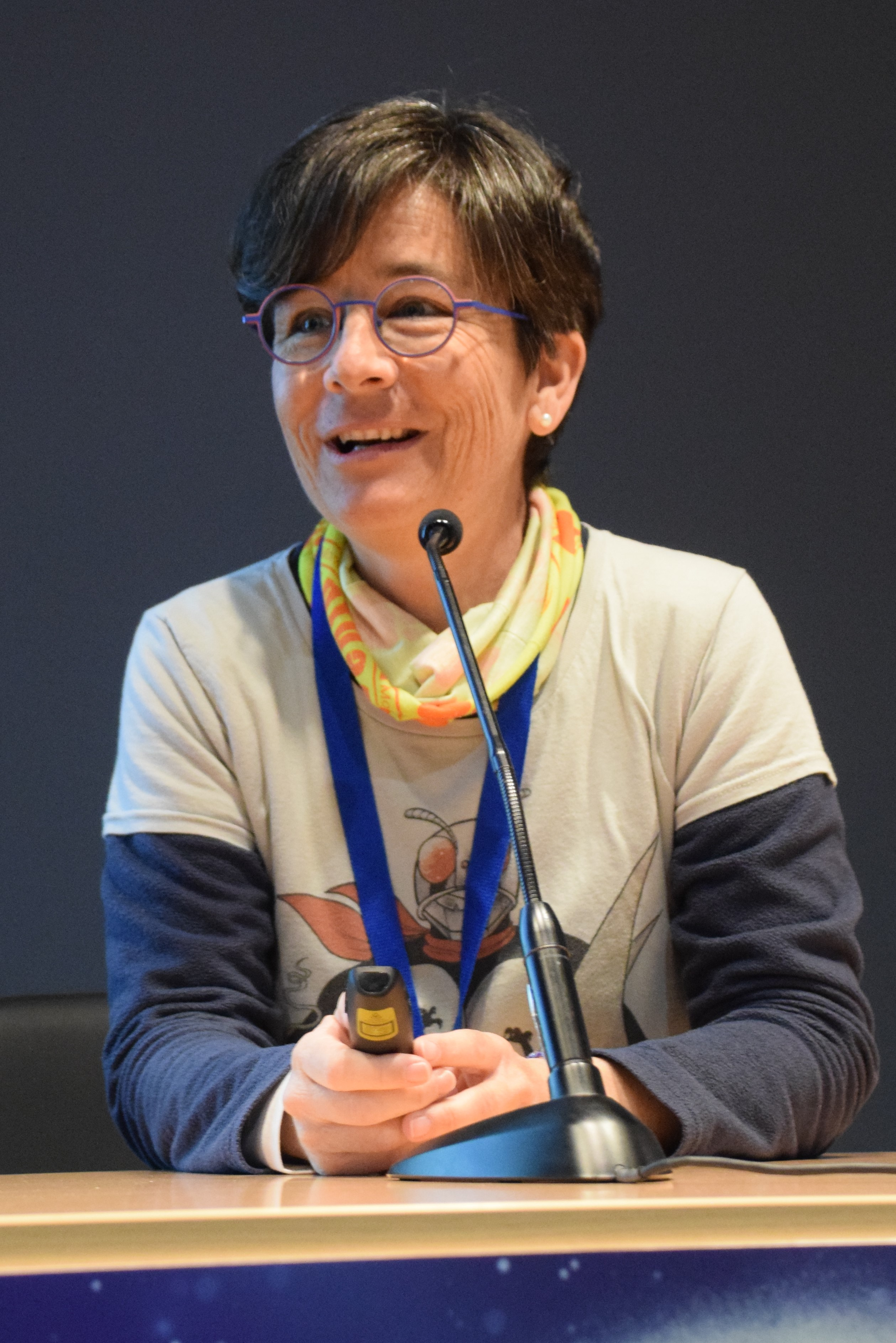
L'editora d'Ooso Comics Olga Resina.
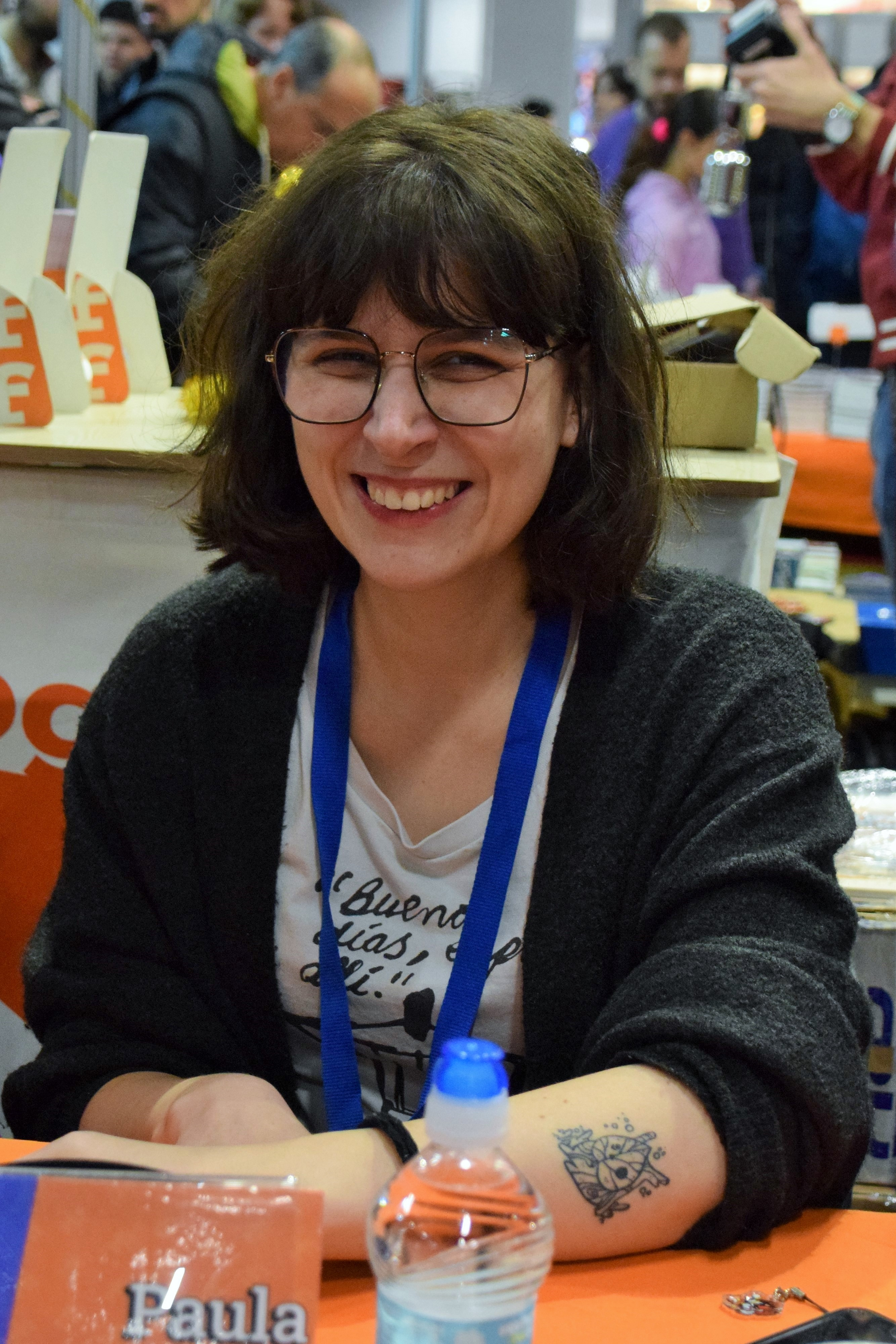
L'autora Paula Cheshire.
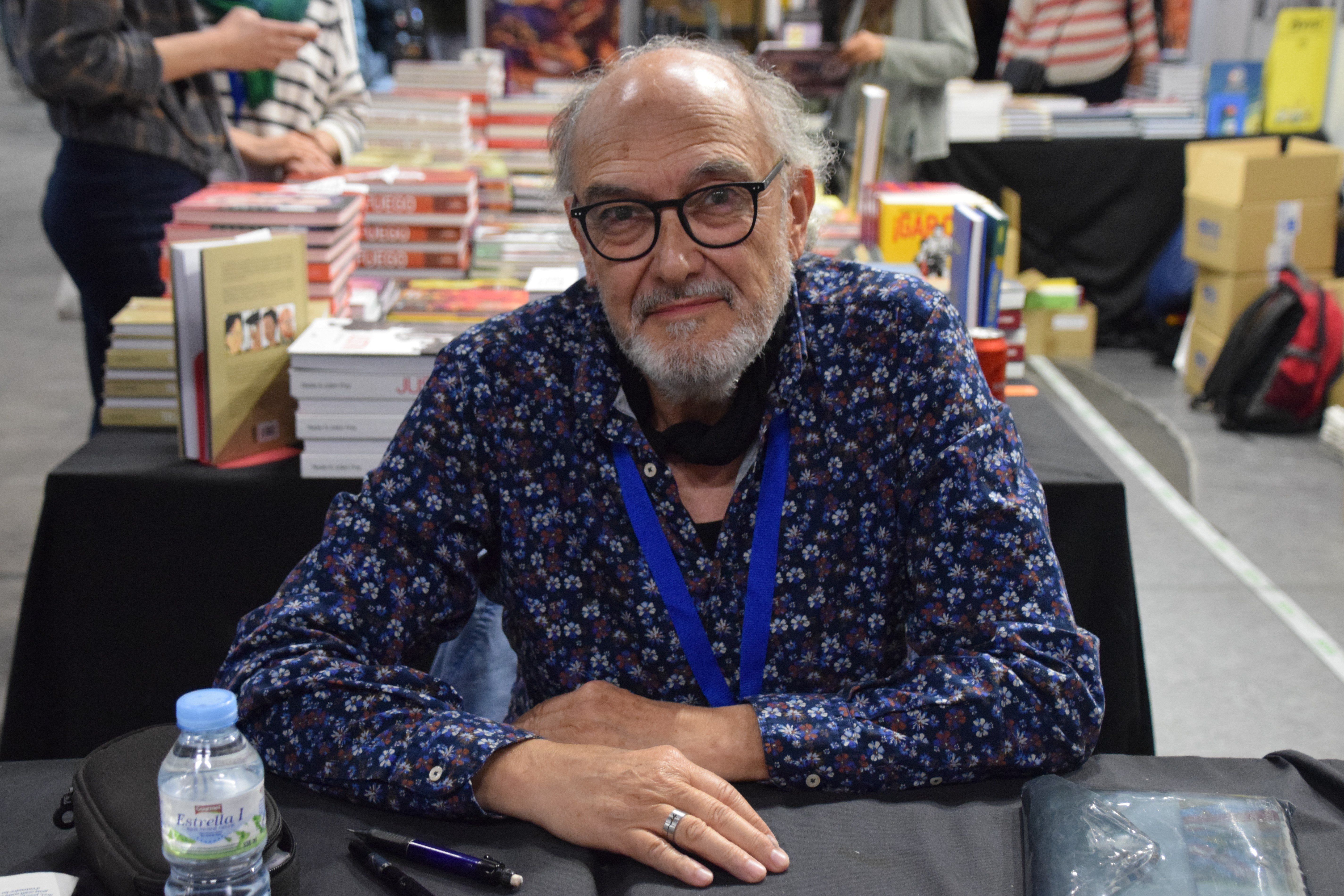
El dibuixant Ramón Boldú.
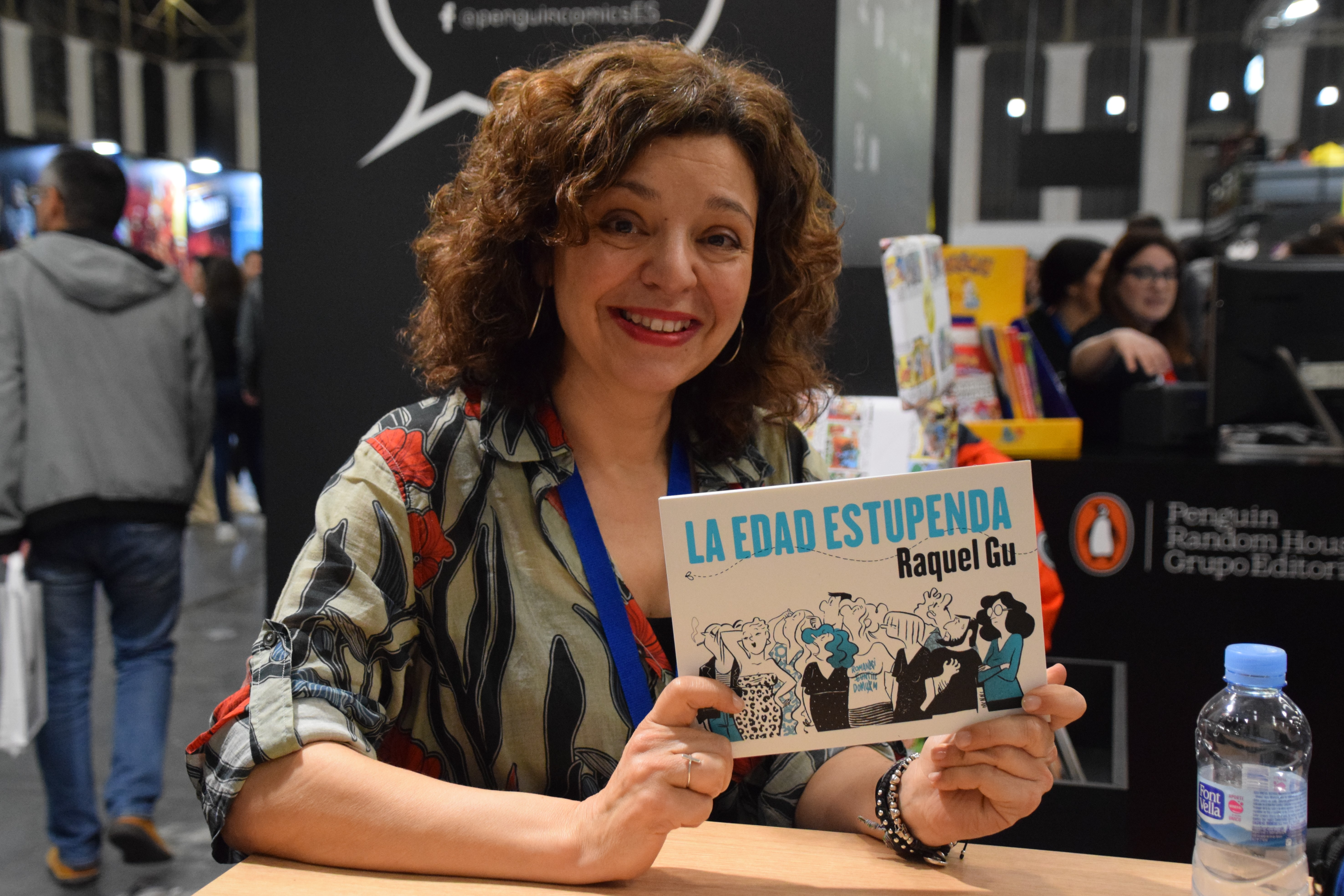
L'autora Raquel Gu.
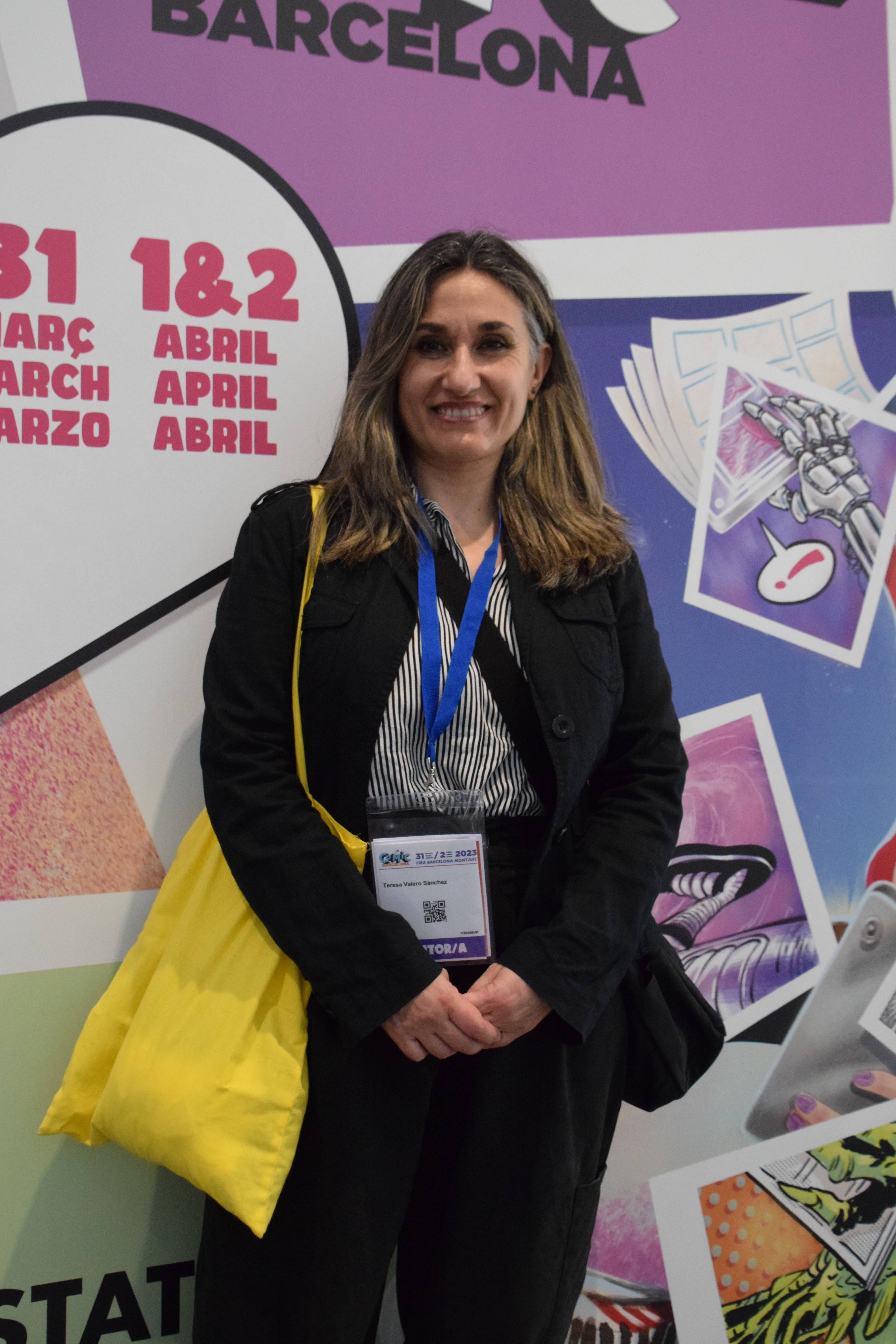
Teresa Valero, autora del cartell.
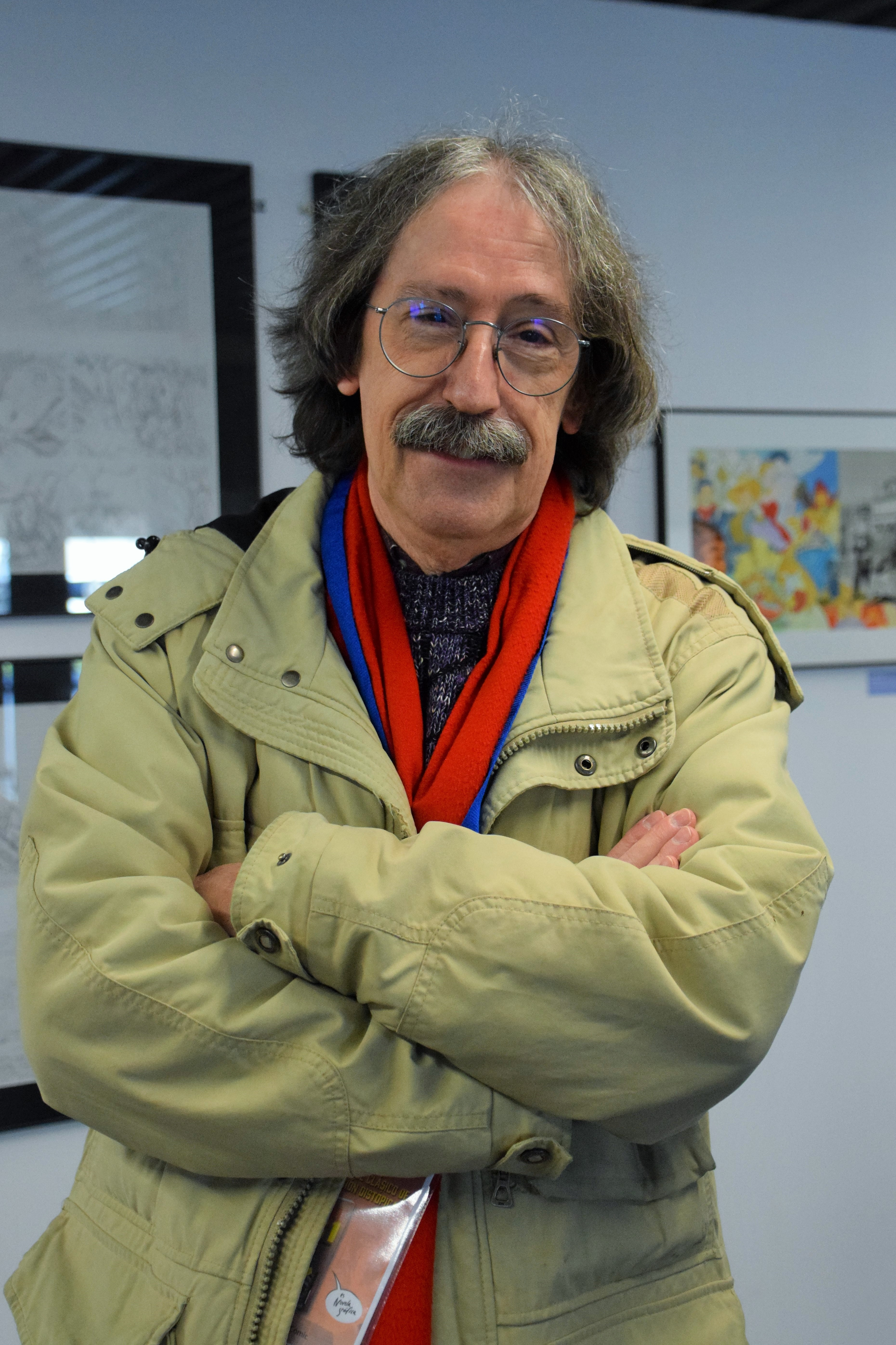
El dibuixant i pianista català Tha.
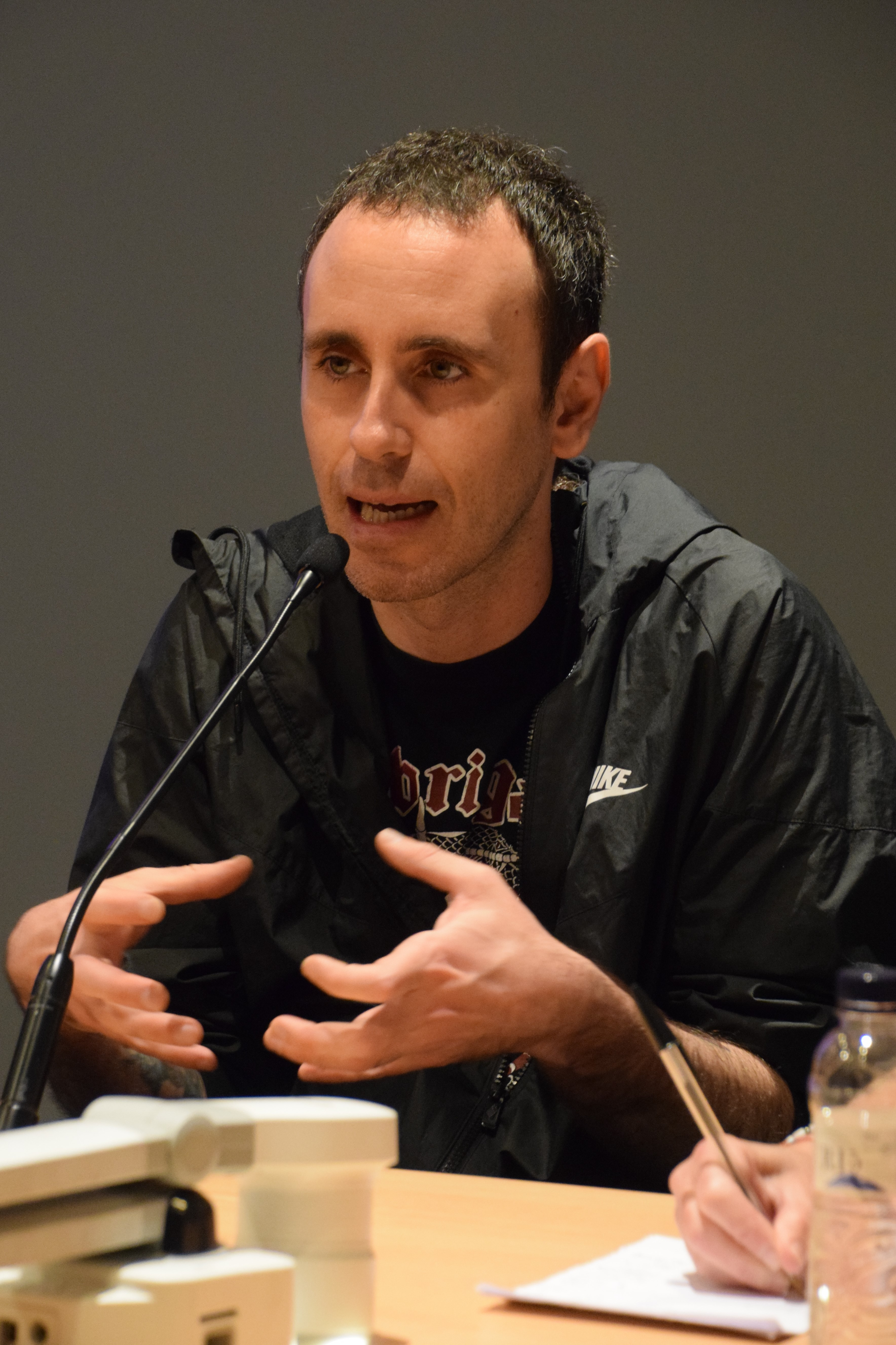
L'autor italià Zerocalcare.
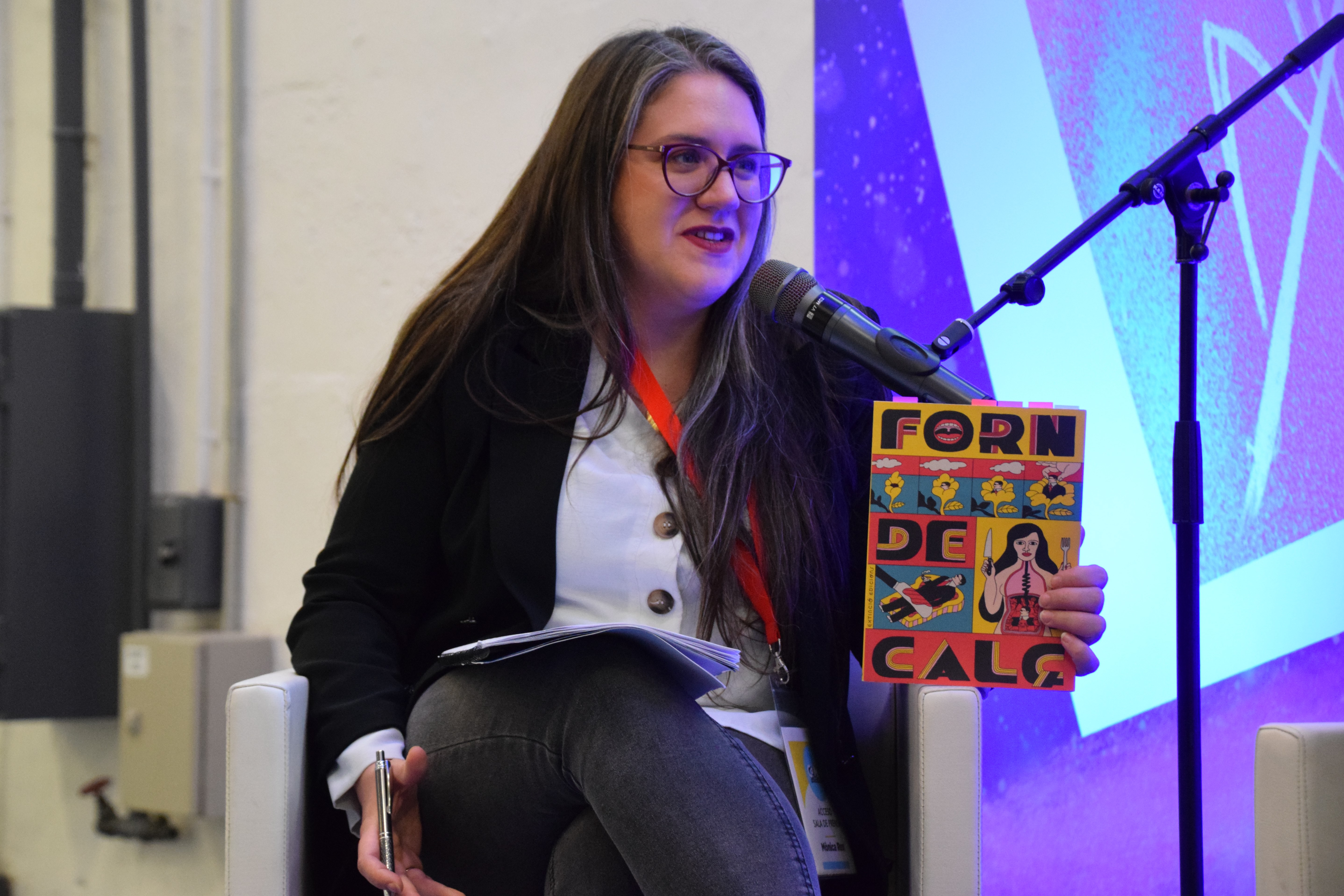
Mònica Rex a l'espai Forum.
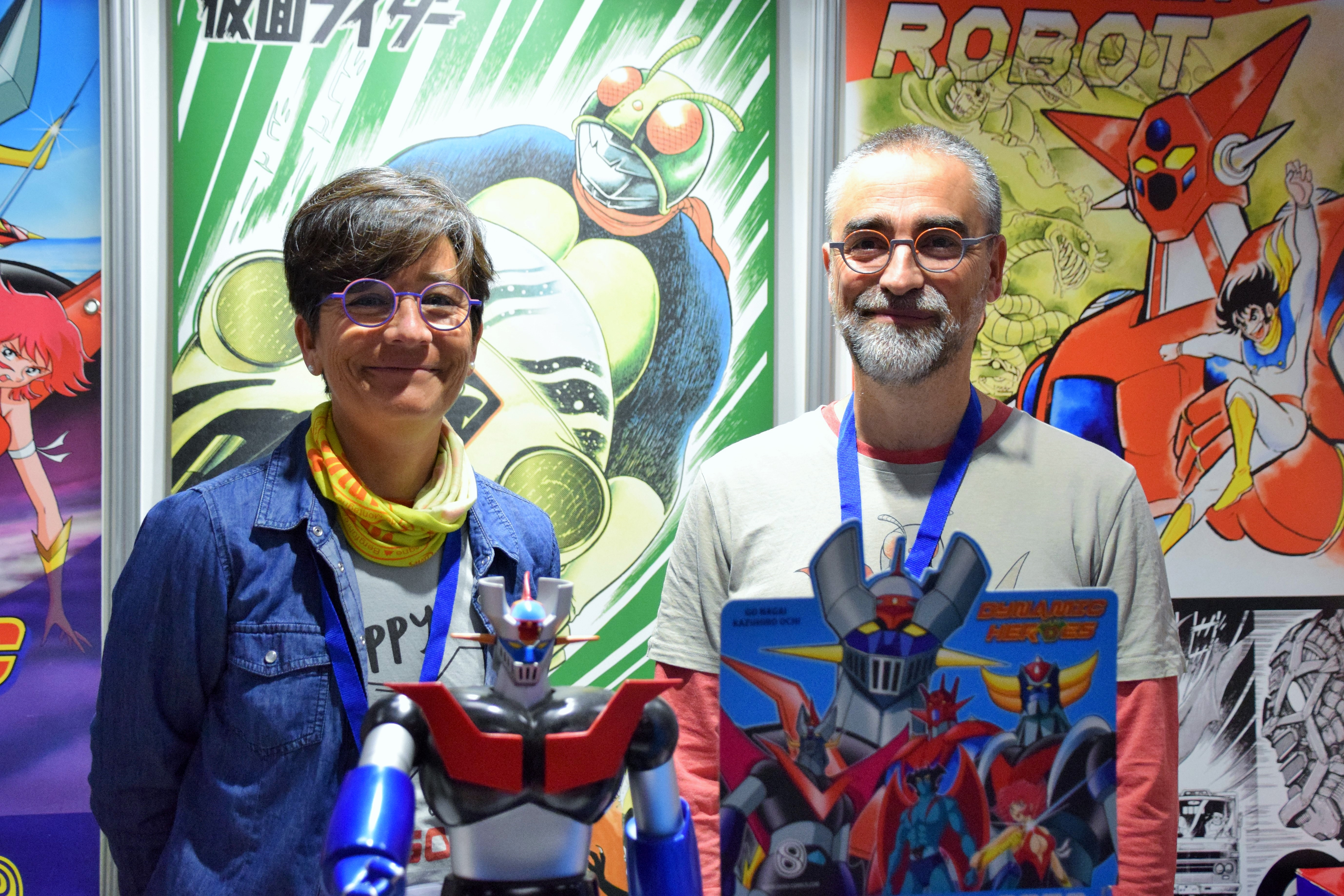
Olga Resina i Sergio Pérez d'Ooso Comics.
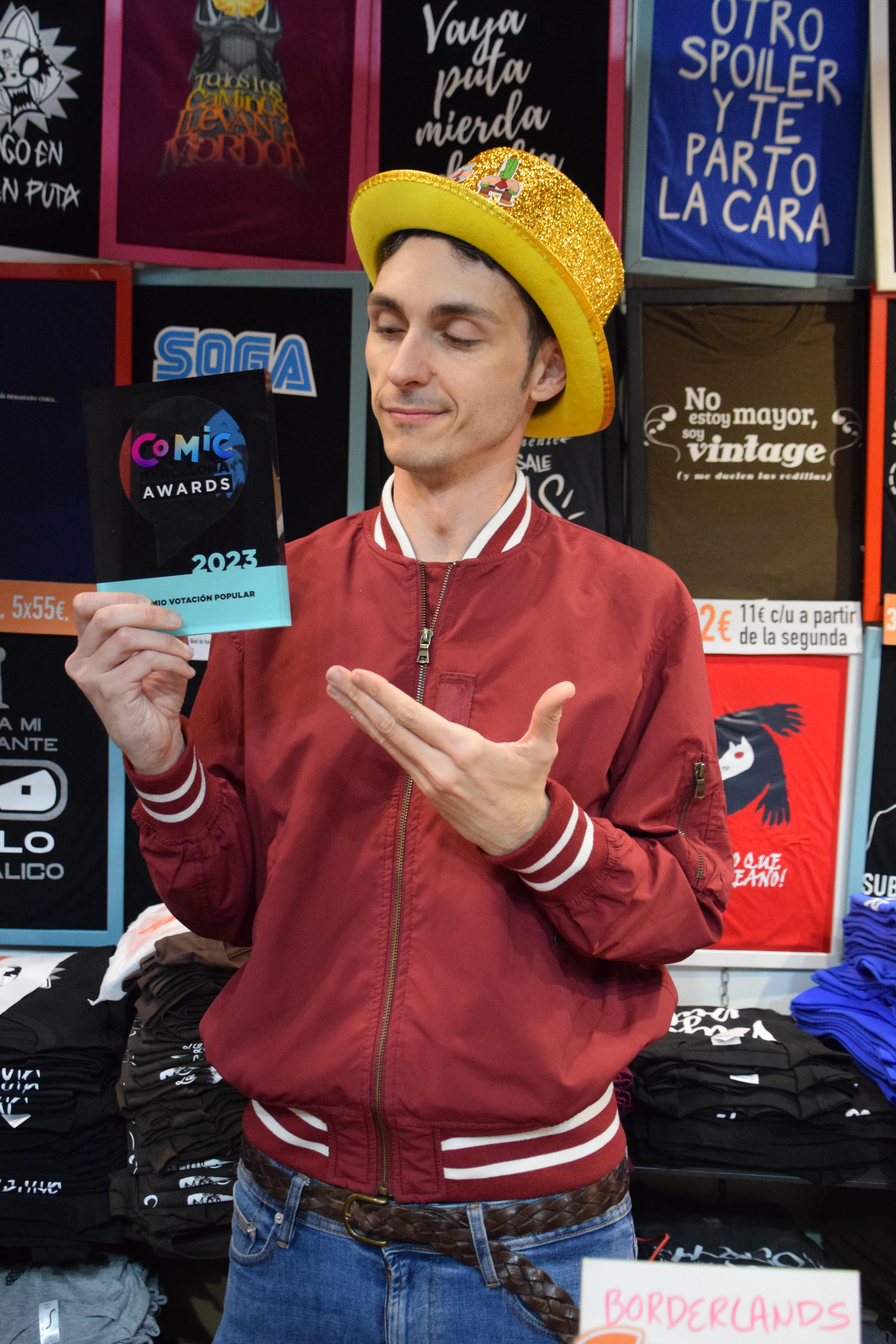
Predro Medina de Fandogamia.
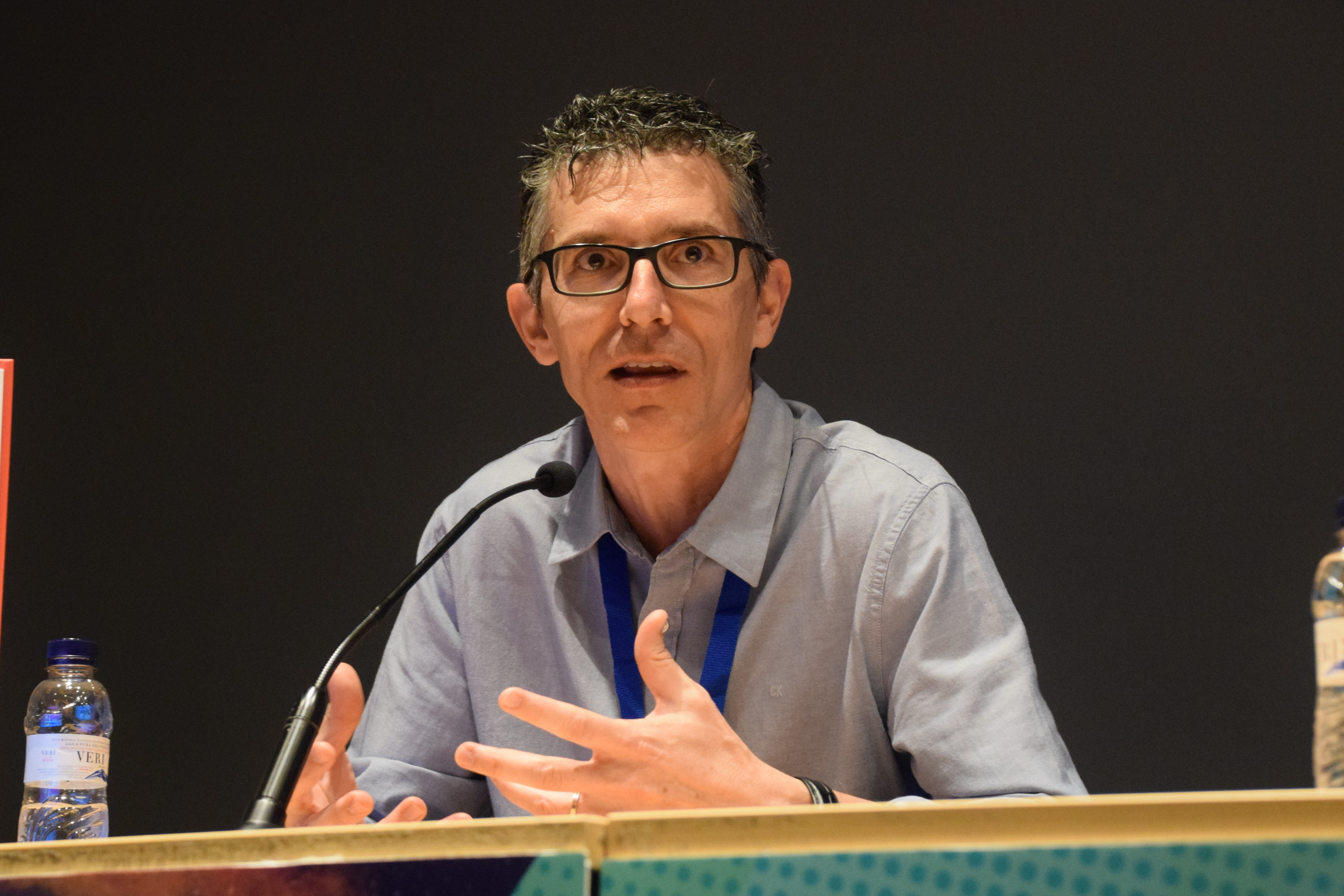
Jordi Canyissà parlant de Zipi i Zape.